# Chiesa di Sant'Eufemia (Verona)
La chiesa di Sant'Eufemia è un luogo di culto cattolico che sorge nel cuore del centro storico di Verona. Si trova a cavallo di un antico cardine romano dove probabilmente nel VI secolo esisteva già un edificio chiesastico. La fondazione dell'attuale chiesa si deve ai Della Scala che nel 1262 portarono a Verona i monaci eremitani agostiniani affinché fossero più vicini alla comunità e concessero loro di costruire un monastero, situato al tempo nel quartiere dei Capitani della città scaligera. Grazie a lasciti e donazioni, in particolare quella di Alberto della Scala, l'edificio poté essere consacrato nel 1331 dal vescovo di Verona Nicolò. Il fervore edilizio comunque non si esaurì e negli anni seguenti si continuò ad ampliare gli ambienti del monastero al fine di accogliere il sempre maggior numero di monaci che qui arrivavano attratti dal grande prestigio che la comunità vantava. Grazie a un permesso concesso da Mastino II della Scala nel 1340 si poté ingrandire ulteriormente la chiesa realizzando la vasta abside che tutt'oggi la contraddistingue. A partire dalla fine del XIV secolo continuarono i lavori per la realizzazione delle varie cappelle e altari minori.
Nel corso del Settecento l'edificio fu sottoposto a diverse manomissioni che riguardarono la facciata e gli spazi interni, dove venne realizzato un soffitto a volta a nascondere le antiche capriate e un grande arco che divide il presbiterio dall'aula. Questi sono anche gli anni di decadenza del monastero, già spopolato dalla peste del 1630, che culmineranno nella soppressione voluta dalle truppe napoleoniche che ne fecero un ospedale militare. Riaperta al culto sotto la dominazione austriaca, tornò a servire come ricovero per la guarnigione durante le guerre d'indipendenza italiane. Durante i primi anni del XX secolo si misero in opera degli interventi di restauro e consolidamento delle murature dell'edificio, tuttavia il 25 aprile 1945 l'esplosione del vicino ponte della Vittoria, fatto saltare dai soldati tedeschi in ritirata, danneggiò gravemente la facciata; in occasione della ricostruzione venne realizzato un ampio rosone in sostituzione della settecentesca monofora.
Nei vasti spazi interni sono conservate pregevoli opere di diversi pittori della scuola veronese, tra cui: Giovan Francesco Caroto, Francesco Torbido, il Moretto, Dionisio Battaglia, Battista del Moro, Paolo Farinati, Jacopo Ligozzi, Bernardino India, Domenico e Felice Brusasorzi.

## Storia

### Origini della chiesa

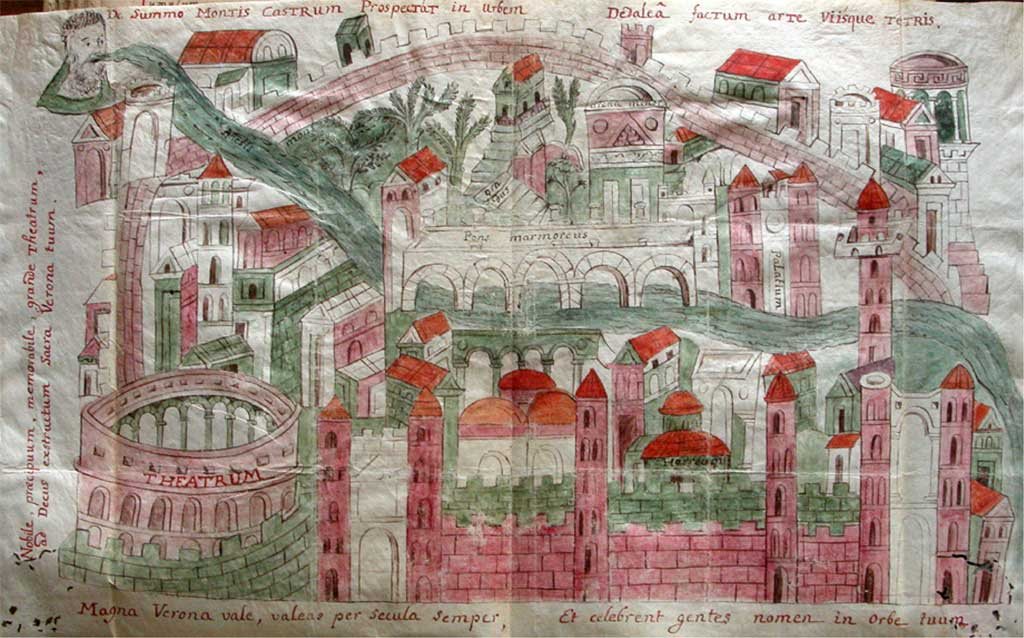
Iconografia rateriana, la più antica rappresentazione di Verona risalente al X secolo, vi è raffigurata la primitiva chiesa

La prima chiesa cristiana venne realizzata in questo luogo prima della metà del X secolo, in quanto essa compare nella cosiddetta "iconografia rateriana", la più antica rappresentazione di Verona e risalente a quel periodo. Sebbene non siano stati condotti scavi archeologici, si ritiene che la chiesa possa risalire almeno al VI secolo e si estendesse per un solo isolato dell'antico tessuto urbanistico romano. Nel 1117 Verona venne colpita da un devastante terremoto che distrusse o danneggiò gravemente le sue chiese, non risparmiando Sant'Eufemia. La febbrile attività ricostruttiva successiva al sisma interessò anche questa chiesa che venne così prontamente ricostruita tanto che già nel 1140 fu riconsacrata come parrocchia. Le fonti o le analisi non permettono di conoscere nulla nemmeno di questo secondo edificio ma possiamo immaginarcelo anch'esso di modeste dimensioni e realizzato in stile romanico veronese, con lo spazio interno diviso in tre navate, similmente agli altri edifici religiosi che sorsero nel territorio veronese in quell'epoca.
Nella Verona basso medievale, Sant'Eufemia sorgeva nel quartiere dei Capitani e nella omonima contrada che nella metà del XIII secolo contava circa 500 anime. Negli stessi anni, poco fuori Verona si trovava già una comunità di eremiti agostiniani giunti in epoca rateriana (fine X secolo), a cui venne offerto di trasferirsi in Sant'Eufemia (nel frattempo caduta in crisi tanto da essere retta da un unico ecclesiastico di nome Zenone) per poter svolgere la propria opera di evangelizzazione.
Ciò fu possibile anche grazie alla presa del potere a Verona da parte dei Della Scala che promossero una politica favorevole alla chiesa incoraggiando l'entrata in città di diversi ordini religiosi. Così, il 16 settembre 1262 si poté procedere, dopo una complessa cerimonia a cui parteciparono chierici, popolo e notai, a ufficializzare il subentro a pieno titolo dei monaci, guidati dal priore fra' Norandino, al posto del chierico Zenone. La prima comunità che qui si installò, composta da sedici frati, trovò una situazione complessa: la chiesa versava in cattivo stato e la casa conventuale non era adatta alle loro esigenze di vita e di ufficio. Tuttavia, fin da subito gli agostiniani poterono beneficiare di aiuti delle autorità ecclesiastiche che si tradussero in donazioni, privilegi e facoltà di conferire indulgenze. La chiesa, inoltre, divenne una stazionaria per la Settimana Santa. L'8 novembre 1265, il vescovo di Verona Manfredo dette il permesso di porre la prima pietra del nuovo edificio che poi, seppur con successive modifiche, sarà quello esistente ancora oggi; contestualmente il vescovo concesse l'indulgenza a chiunque avesse contribuito economicamente alla fabbrica.

### La costruzione

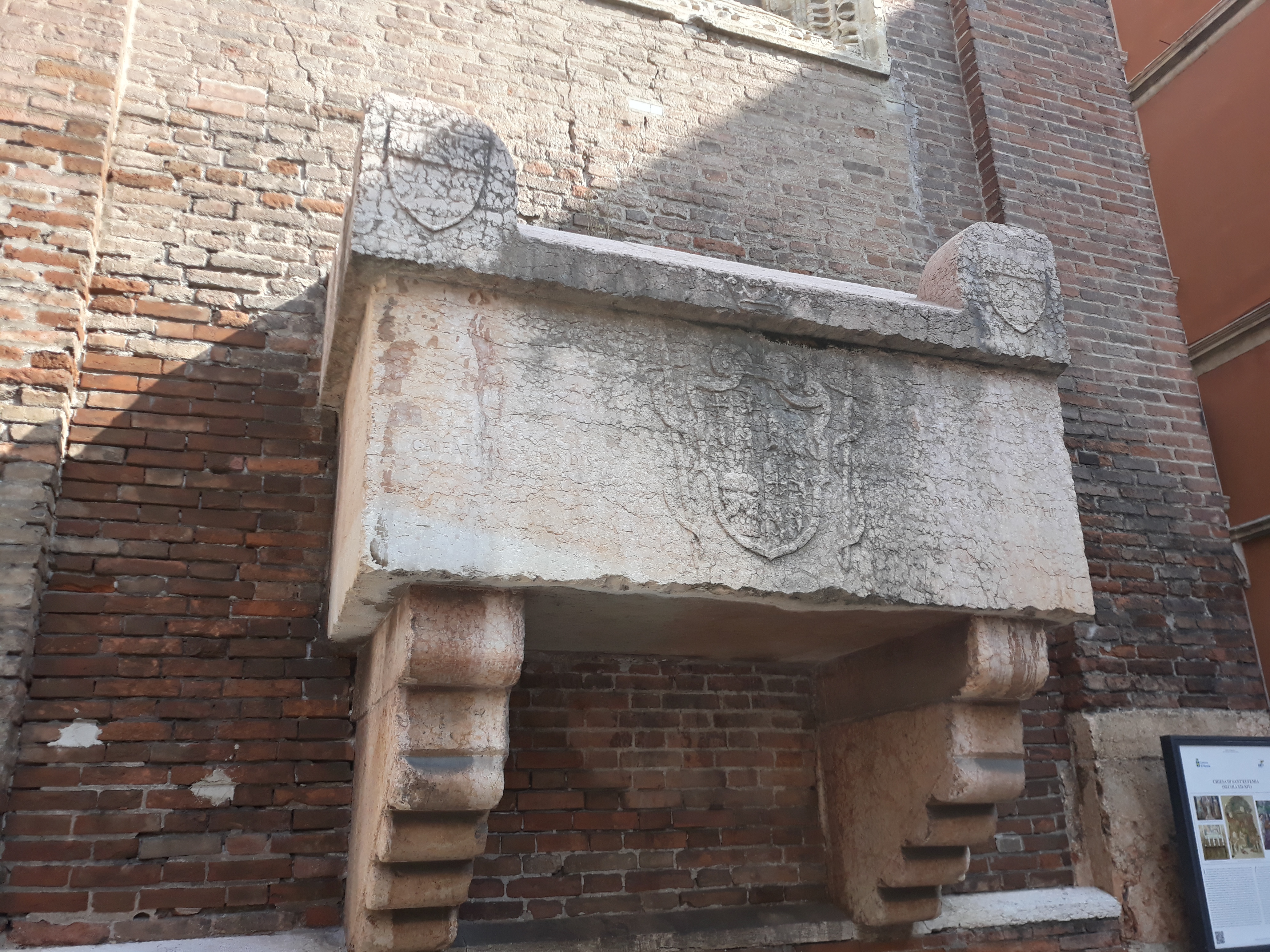
Sepolcro del nobile Cavalcano de' Cavalcani sulla facciata della chiesa

L'avvio del cantiere non fu immediato in quanto negli anni successivi gli agostiniani dovettero ottenere, attraverso acquisti e donazioni, i terreni su cui poi sarebbero sorti gli edifici destinati alla loro vita cenobitica, quali refettorio, parlatorio e sala capitolare. Si dovettero attendere dunque dieci anni affinché il legato pontificio e vescovo di Ferrara, Guglielmo, desse, l'11 luglio 1275, il secondo permesso per iniziare la costruzione. La prima pietra venne messa il 7 agosto successivo alla presenza di svariati testimoni e del notaio imperiale Bonzaninus filius quondam Ventai. I lavori dovettero procedere speditamente e già nel 1279 la facciata doveva essere a buon punto visto che nello stesso anno nel suo testamento il nobile Cavalcano de' Cavalcani indicava con le parole «… eligo sepulturam corporis mei positam in arca Ecclesie Sancte Euphemie penes portam magnam extra murum» che le sue spoglie mortali dovevano essere custodite nell'arca posta sulla facciata stessa. Il 3 marzo 1284 il vescovo di Verona Bartolomeo I della Scala benedì il cimitero sorto davanti alla chiesa mentre il 9 gennaio del 1279 venne consacrato l'altare dedicato a Sant'Orsola.
A quel tempo gli agostiniani dovettero vantare una grande considerazione tra gli abitanti della città, da cui ricevettero donazioni, privilegi e aiuti, ma furono i Della Scala i loro maggiori benefattori con Alberto che lasciò, nel 1301, la ragguardevole somma di 1 000 lire a ciascun ordine mendicante presente in città affinché, almeno gli agostiniani e i domenicani, potessero utilizzarli «… ad faciedum fieri Ecclesiam ipsorum fratrum solummodo expendedas…», ovvero per le fabbriche delle rispettive chiese. Nel 1325 con una bolla pontificia emessa da papa Giovanni XII vennero scomunicati alcuni cittadini veronesi ritenuti colpevoli di aver offeso gli agostiniani, un'ulteriore prova del prestigio del convento e della protezione che gli veniva garantita dall'autorità ecclesiastica. I lavori procedettero ancora per alcuni anni e la chiesa venne finalmente consacrata nel 1331 dal vescovo Nicolò, abate dell'abbazia di Villanova.

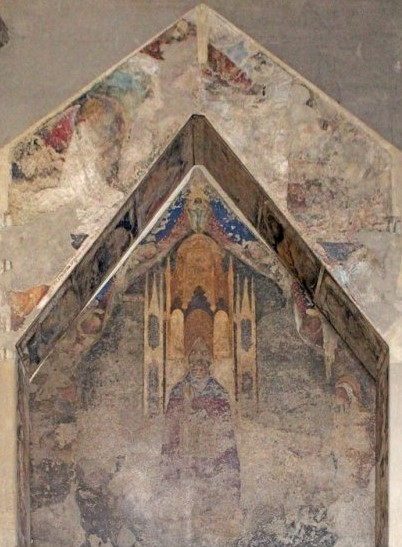
Affresco Gloria di Sant'Agostino, opera del 1426 circa di Stefano da Verona, originariamente posto esternamente sopra il portale laterale e oggi all'interno

Negli anni successivi si dovettero ampliare gli ambienti del monastero dedicati all'alloggio e allo studium, poiché aumentò costantemente il numero dei monaci anche per via dell'arrivo di religiosi provenienti da paesi stranieri. Il chiostro venne rinnovato e le sue pareti decorate con affreschi. Non è certo ma si ritiene che Dante Alighieri soggiornò nel monastero il 20 gennaio del 1320 in occasione del suo ritorno in città per un'esposizione orale della sua opera Quaestio de aqua et terra. In quegli anni furono molti i cittadini veronesi, di varia estrazione sociale, che chiesero di essere seppelliti nella chiesa di Sant'Eufemia dove trovarono riposo anche i corpi dei figli del celebre condottiero Guido da Polenta.
Un nuovo permesso, concesso da Mastino II della Scala il 19 luglio 1340, consentì ai monaci agostiniani di chiudere una via che tagliava in due la loro proprietà, così da poterla riunire e quindi completare la costruzione dell'edificio a cui mancava ancora l'abside. Cangrande II, assassinato dal fratello il 14 dicembre 1359, lasciò un legato agli agostiniani di 1 000 lire, la stessa cifra che nel 1361 lasciò Diamante Dal Verme (moglie di Giacomo Dal Verme) per la costruzione della cappella maggiore (completata successivamente grazie a Jacopo Dal Verme) a cui ne aggiunse 60 per il paliotto dell'altare e 25 per i poveri della contrada assistiti dai monaci.
Verso la fine del XIV secolo continuò la realizzazione delle varie cappelle minori. Il 24 settembre 1390 un contratto tra Taddeo Spolverini Dal Verme e il monastero permise al primo di realizzare la cappella della famiglia, poi consacrata nel 1396; alla firma partecipò anche come testimone Nicolò da Ferrara che poi ne fu l'esecutore. È probabile che tra la fine del XIV secolo e gli inizi di quello successivo fosse già stata ultimata, almeno in parte, la torre campanaria. Negli anni successivi si passò a decorare e arricchire gli interni della chiesa mentre, nel 1476, il giurista Cristoforo Lanfranchini commissionò un nuovo portale in stile tardo-gotico a sostituire quello precedente considerato assai modesto in relazione alla nuova chiesa.

### Abbellimenti tardo rinascimentali

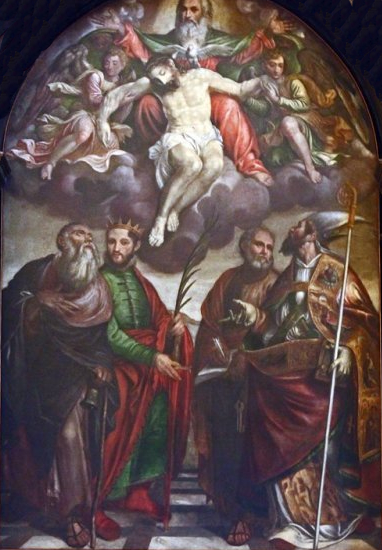
Pala d'altare di Jacopo Ligozzi (1577 circa) raffigurante la Santissima Trinità

Per tutto il XVI secolo la chiesa fu oggetto d'intense operazioni di abbellimento dei propri interni secondo il gusto tardo-rinascimentale. Nei primi decenni del secolo si provvedette a restaurare la sagrestia e a decorare l'altare maggiore che venne impreziosito con tre formelle bronzee opera dello scultore trentino Andrea Briosco, detto il Riccio, purtroppo non più presenti nella chiesa (al loro posto oggi vi sono delle imitazioni) poiché oggetto delle spoliazioni napoleoniche. Moltissimi artisti della scuola veronese di pittura dettero il loro contributo nella realizzazione di tele e pale d'altare esposte all'interno, tra essi vi furono Giovan Francesco Caroto, Francesco Torbido, il Moretto, Dionisio Battaglia, Battista del Moro, Paolo Farinati, Jacopo Ligozzi, Bernardino India, Domenico e Felice Brusasorzi.
Il 26 febbraio 1601 il vescovo Agostino Valier concesse agli agostiniani di porre all'interno della chiesa un fonte battesimale, un privilegio non comune, realizzata grazie alla donazione del conte Galeazzo Banda. Inoltre, venne disposto che non sarebbero stati battezzati solamente i residenti delle vecchia giurisdizione parrocchiale ma chiunque ne avesse fatto richiesta.
L'anno successivo, seguendo le indicazioni controriformiste successive al Concilio di Trento, vennero rimaneggiati gli interni e in particolare si procedette con la rimozione dell'antico pontile che separava la navata dal presbiterio, non più adatto alle nuove disposizioni. Successivamente si procedette anche alla realizzazione di un nuovo chiostro, sostituendo quello edificato nel Trecento. Nel 1617 esso era già in costruzione in base a un progetto che lo voleva d'imponenti dimensioni, tanto che i frati scrissero che si stava realizzando «un claustro di tale vaga et bella archiettura, che haverà pochi pari in Italia».
In questi anni il monastero poteva vantare la presenza di ben 50 frati sostenuti da una rendita annua di 1 000 ducati. La peste del 1630 si abbatté anche su Verona uccidendo i tre quinti della popolazione, e nella sola contrada di Santa Eufemia morirono 438 persone sulle 656 che la abitavano prima dello scoppio dell'epidemia. Superato il flagello della peste, alla fine del XVIII secolo la chiesa venne fornita di un nuovo altare maggiore, poi venduto nel 1836 alla parrocchiale di Pinzolo, realizzato nel 1694 da Giovanni Battista Ranghieri con sculture di Domenico Aglio e pitture di Pietro Ronchi.

### Dall'inizio della decadenza ad oggi

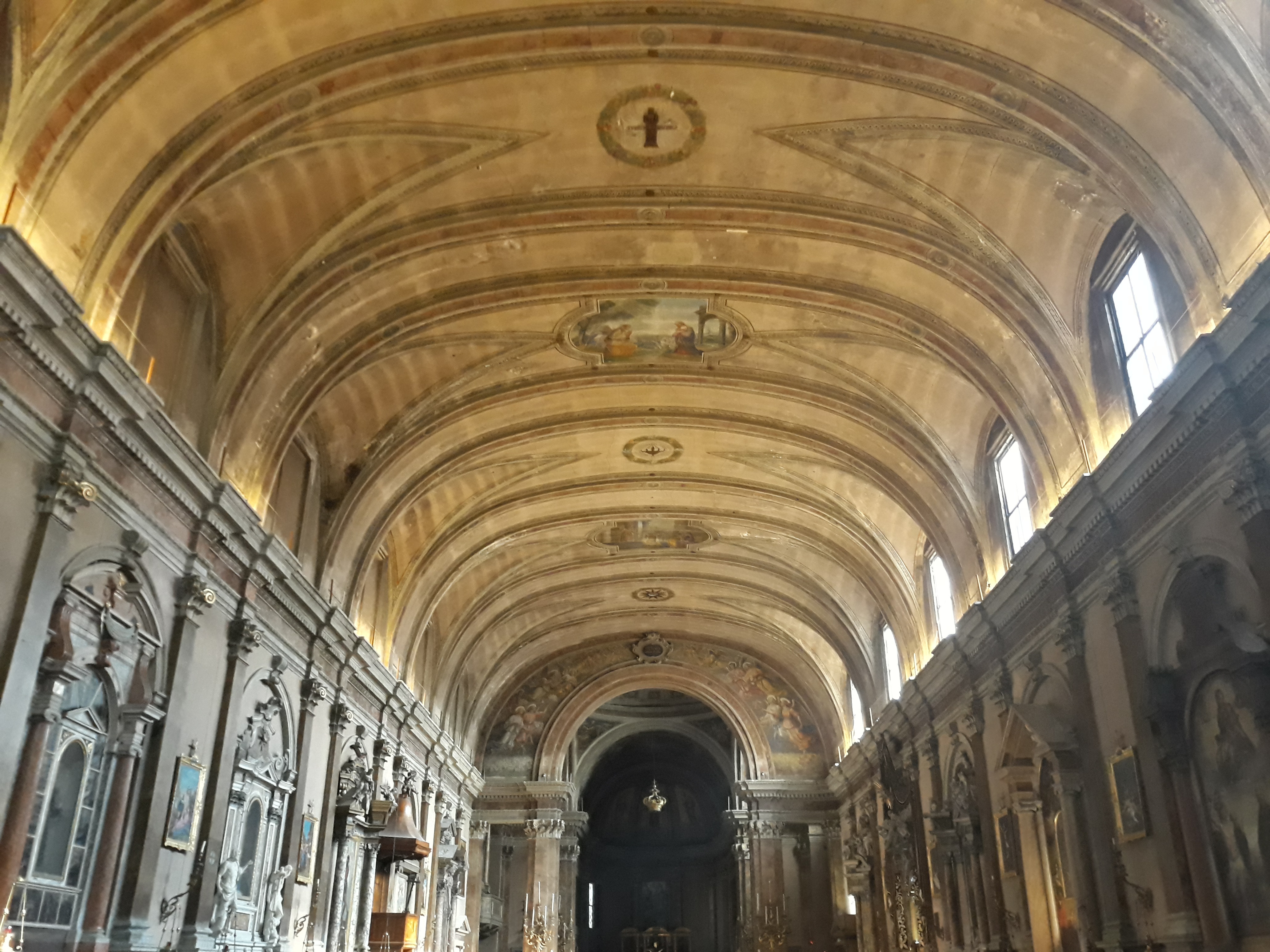
Volta a botte sul soffitto e grande arco tra navata e presbiterio, alcuni dei principali lavori compiuti nel Settecento

Anche il XVIII secolo fu caratterizzato da intensi lavori che modificarono la fisionomia della chiesa. Il laico professo fra' Pellegrino Mosconi fu incaricato nel 1739 di occuparsi di questi rifacimenti che coinvolsero l'interno e l'esterno dell'edificio. L'intervento più importante attuato all'interno coinvolse il soffitto ove venne creata una volta a botte tanto vasta da coprire tutta la navata, e da nascondere le antiche capriate lignee. Sul fianco destro vennero murate le trecentesche finestre e sostituite con semplici aperture di forma rettangolare. Sulla facciata venne aperta una grande monofora centrale che permetteva una maggior illuminazione degli spazi interni e contestualmente vennero chiuse le due preesistenti. Negli stessi anni venne tolta dall'interno una statua in pietra raffigurante la Madonna, per essere ricollocata a Dossobuono. Alcuni sarcofagi e lastre sepolcrali che si trovavano sui muri delle navate vennero spostati all'esterno, nel primo chiostro, mentre i sepolcri Lavagnoli e Cavalcanti furono murati sulla facciata.

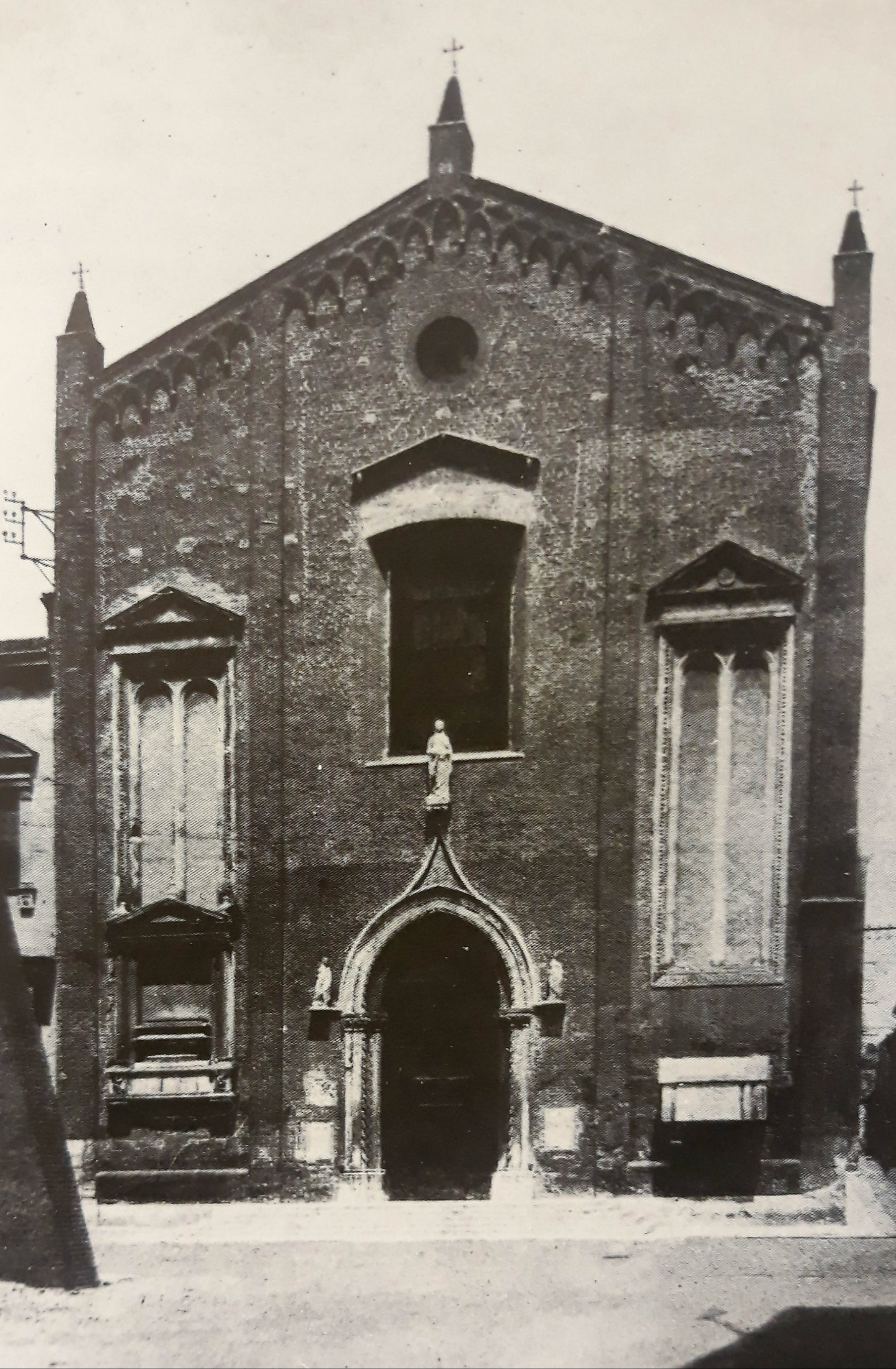
La chiesa di Santa Eufemia come si presentava nel 1938. Si noti la grande finestra centrale settecentesca, sostituita nel 1945 da un rosone

La prima metà del Settecento non viene ricordata nella storia della chiesa solamente per queste trasformazioni ma anche per essere il periodo d'inizio della decadenza del monastero. Il numero dei frati residenti andò a diminuire sempre di più, tanto che se nel 1756 ve se ne potevano contare 34, nel 1780 ve ne risiedevano solamente 22 fino ad arrivare, quindici anni più tardi, a 12. L'arrivo delle truppe napoleoniche fu il colpo definitivo che mandò in disgrazia il convento: infatti i francesi imposero la chiusura della attività religiose per trasformare la chiesa in un ospedale militare, ma non prima di averla svuotata di tutti i suoi arredi. Poco dopo un incendio distrusse molte opere d'arte custodite, tra cui tele del Balestra, del Ridolfi, del Giolfino e dei Brusasorzi. Durante le Pasque Veronesi del 1797 la chiesa enne assaltata da un gruppo di facinorosi che la saccheggiò e depredò, nonostante i tentativi di dissuaderli da parte del priore del convento; l'azione finì nel sangue con morti e feriti. Nel 1798, a seguito di alcuni interventi di ristrutturazione, poté essere riaperta al culto.
Una complessiva riorganizzazione della diocesi di Verona portò Santa Eufemia, nel 1806, ad essere elevata a chiesa matrice assorbendo, di conseguenza, altre parrocchie limitrofe; ciò incrementò il numero di fedeli da 570 a quasi 2 500. Con un successivo decreto si impose la soppressione di tutti gli ordini religiosi e anche gli agostiniani dovettero lasciare la già ridotta parte di convento che gli era stata concessa nel 1806.
Negli anni successivi, mentre Verona era sotto la dominazione austriaca, si provvedette ad apportare alcuni cambiamenti all'interno della chiesa, come l'eliminazione di due piccoli altari che si trovavano ai lati dell'ingresso maggiore, lo spostamento dell'altare di Sant'Agostino e quello della Pietà, e la sostituzione dell'altare maggiore (portato, come già detto, a Pinzolo). Nel 1845 fu rinnovata l'illuminazione interna con nuove lampade e candelabri. Durante le tre guerre d'indipendenza italiane (1848, 1859, 1866) venne chiusa al culto e adibita nuovamente a ospedale militare.
Nel corso di quel periodo vi furono poche modifiche alla struttura della chiesa a eccezione della realizzazione di un grande arco tra il presbiterio e la navata, con la funzione di attenuare la percezione di eccessiva lunghezza. Nel XX secolo si misero in opera degli interventi di restauro e consolidamento delle murature dell'edificio. Il 25 aprile 1945 l'esplosione del vicino ponte della Vittoria, fatto saltare dai soldati tedeschi in ritirata alla fine del secondo conflitto mondiale, danneggiò gravemente la facciata della chiesa. Nello stesso anno si provvedette prontamente a restaurarla optando, tuttavia, per sostituire la grande monofora centrale settecentesca con un rosone che conferisse all'edificio il suo aspetto originario medioevale.

## Descrizione

### Esterno

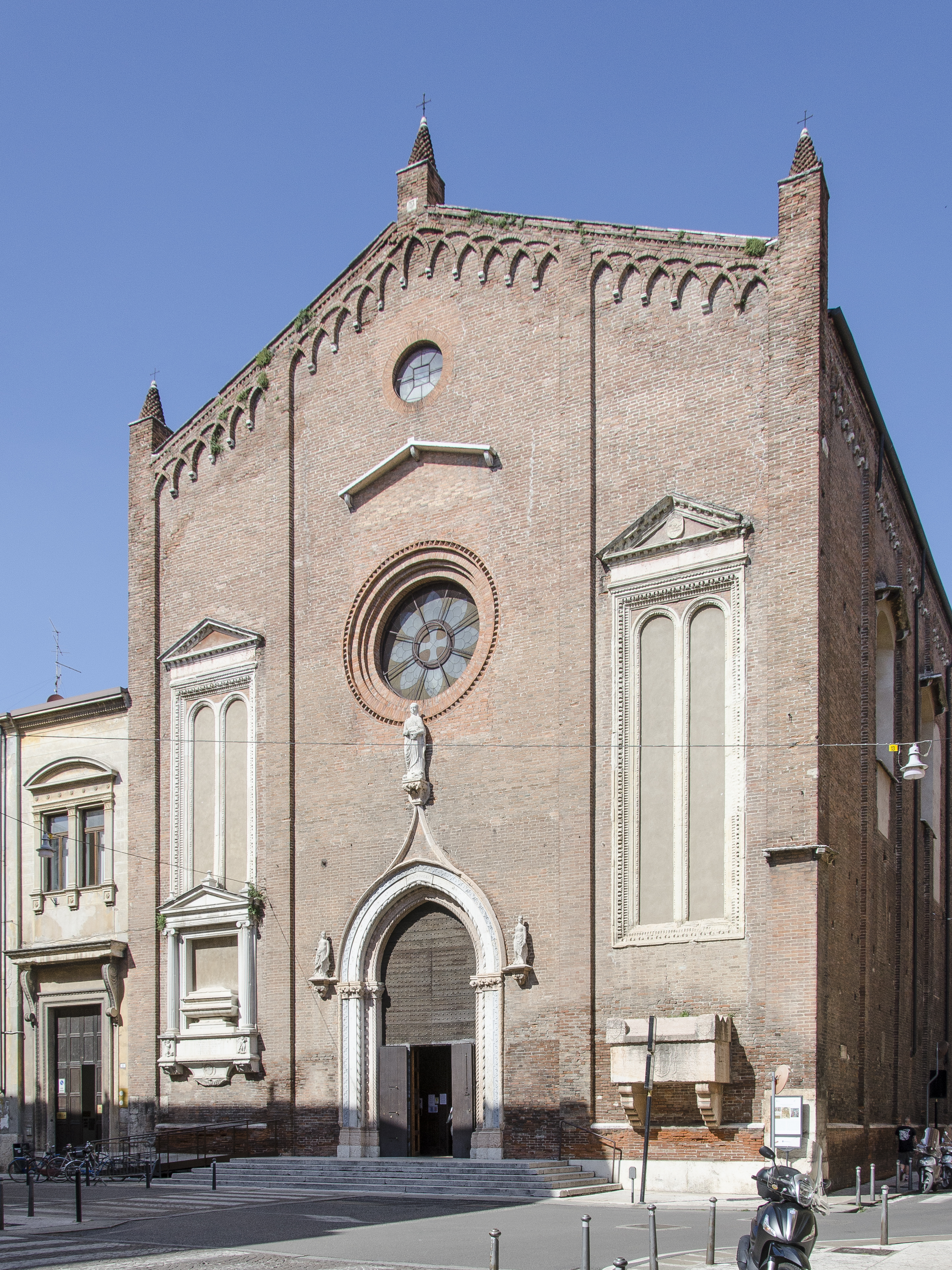
Facciata della chiesa

La chiesa presenta una facciata a capanna orientata verso sud-ovest e realizzata in mattoni di laterizio. L'ingresso, che è preceduto da una scalinata in pietra bianca, consiste in un portale con arco a sesto acuto e piedritti strombati, ed è coronato da una statua raffigurante Sant'Eufemia. In alto e in asse con il portale è presente un ampio occhio con ghiera in cotto e protetto da un doppio spiovente in pietra bianca, e sopra questo trova spazio un secondo occhio di dimensioni minori. Ai lati del portale, sopra mensole decorate a fogliami scolpiti, vi sono due statue raffiguranti probabilmente delle sante guerriere che in origine dovevano essere dotate di spada o lancia e reggenti uno scudo ornato dalle tre stelle dell'armata dei Lanfranchini. Sulla sommità del portale è disegnata una cornice ad andamento inflesso su cui, all'estremità superiore, è collocata una statua della santa titolare della chiesa, rappresentata con il libro in mano e con leoni ai suoi piedi, come vuole l'iconografia tradizionale. Ai lati del portale si trovano due bifore cieche con timpano. La facciata si conclude con un sottogronda decorato da archetti pensili ed è coronata da tre pinnacoli, sempre in laterizio.
Sulla facciata, inoltre, sono presenti due monumenti funebri: il primo posto sotto la bifora di sinistra venne realizzato nel 1550 per la famiglia Lavagnoli, inizialmente collocato all'interno venne spostato all'esterno nel Settecento. Il secondo, invece, risale al 1279 ed è posto sotto la bifora di destra; esso è costituito da un'arca in marmo rosso veronese e appartenne a Cavalcano dei Cavalcani ma in seguito passò ai conti Banda.
I prospetti laterali sono sempre in laterizio ma scanditi da lesene impostate su un alto basamento, infine coronati da archetti pensili; tra le lesene, inoltre, si aprono una teoria di ampie finestre ad arco ribassato e con imbotte strombato, che illuminano lo spazio dell'aula interna. L'immagine dello sviluppo poligonale dell'abside e delle cappelle laterali (illuminate da alte finestre ogivali) è rafforzato da paraste angolari. Lungo il prospetto meridionale si trova un ingresso laterale composto da un portale con piedritti e architrave modanati in pietra chiara. Sopra il piccolo ingresso vi è una nicchia cuspidata al cui interno originariamente si trovava l'affresco Gloria di Sant'Agostino, opera di Stefano da Verona, oggi staccato e conservato nella cappella di Santa Rita all'interno della chiesa.
Come sulla facciata, anche sul fianco destro sono presenti due pregevoli monumenti funebri, originariamente posti all'interno e collocati qui nel Settecento. Il più vicino alla facciata è anche il più piccolo ed è composto da un sarcofago in marmo su cui è posta una statua di pregevole fattura seppur mutila. Successivamente vi è il cenotafio della famiglia Verità, realizzato nel 1566, la cui eleganza ha fatto supporre che il progetto potesse appartenere al pittore veronese Paolo Farinati.

#### Campanile

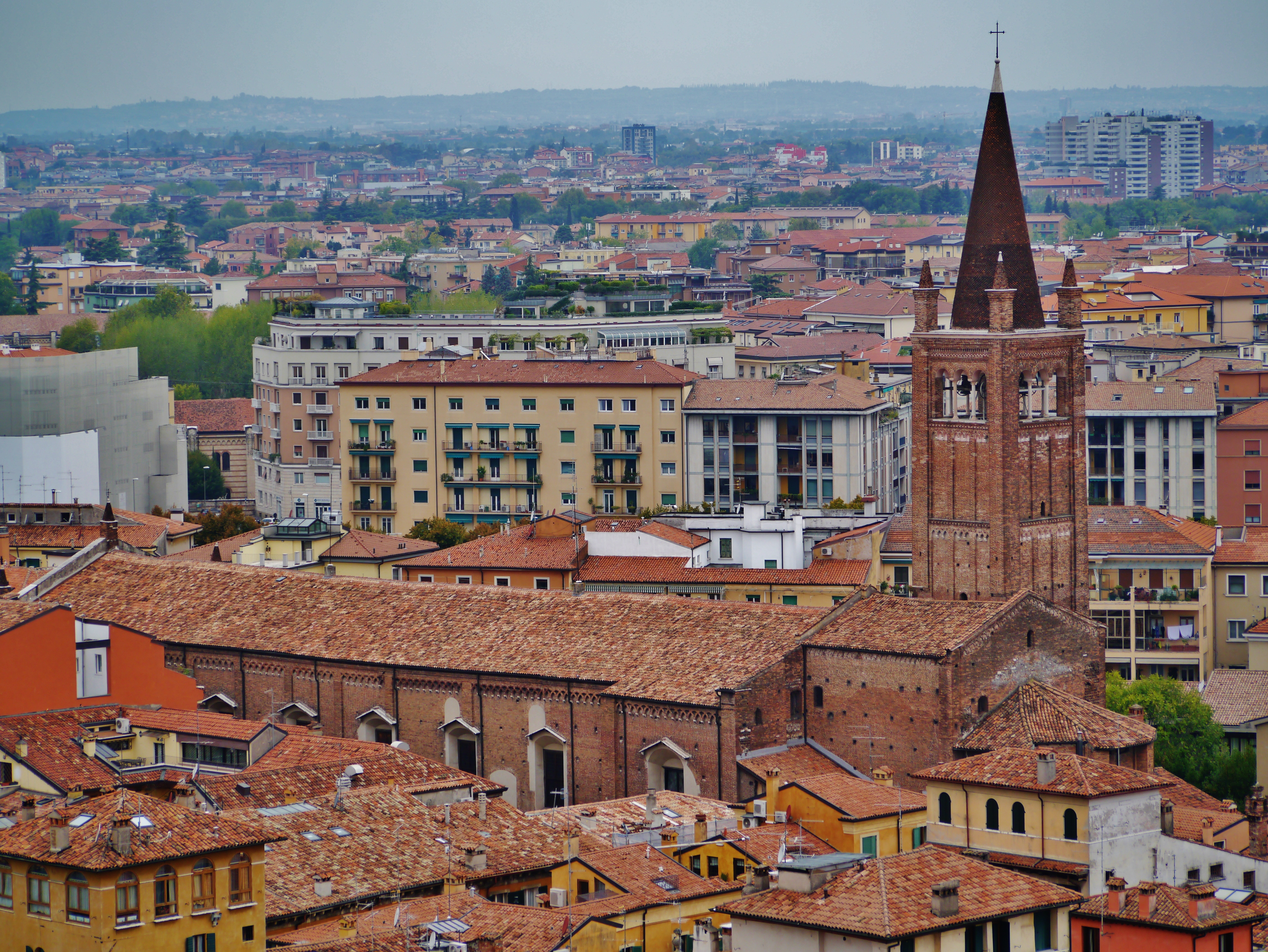
Campanile della chiesa

Il campanile, addossato al fianco sinistro del presbiterio, ha un basamento a pianta quadrata e un massiccio fusto in mattoni in cotto. Nella cella campanaria, sormontata da una copertura conica e quattro pinnacoli, si aprono delle generose trifore.
Per quanto concerne il complesso di bronzi originali non si ha documentazione, e si sa solamente che era composto da quattro campane. Queste furono sostituite nel 1886: in quell'anno, infatti, la città di Verona fu colpita da un'epidemia di colera, così i parrocchiani fecero voto alla Beata Maria Vergine della Salute, venerata in Sant'Eufemia; visto che non si verificarono casi nella parrocchia, i fedeli decisero di ringraziare la Vergine donando alla chiesa il rinnovo del concerto di campane. Il lavoro venne commissionato alla ditta veronese della famiglia Cavadini, che fuse un complesso di cinque campane in scala maggiore di Fa3, consacrate il 12 novembre 1886 dal cardinale e vescovo di Verona Luigi di Canossa. A queste, nel 1949, venne affiancata una sesta campana, fusa sempre dai Cavadini. Dopo qualche anno dall'installazione dei primi cinque bronzi venne fondata anche una società di suonatori di campane alla veronese, successivamente riunitosi con il più antico gruppo della chiesa di San Giorgio in Braida.

#### Chiostro

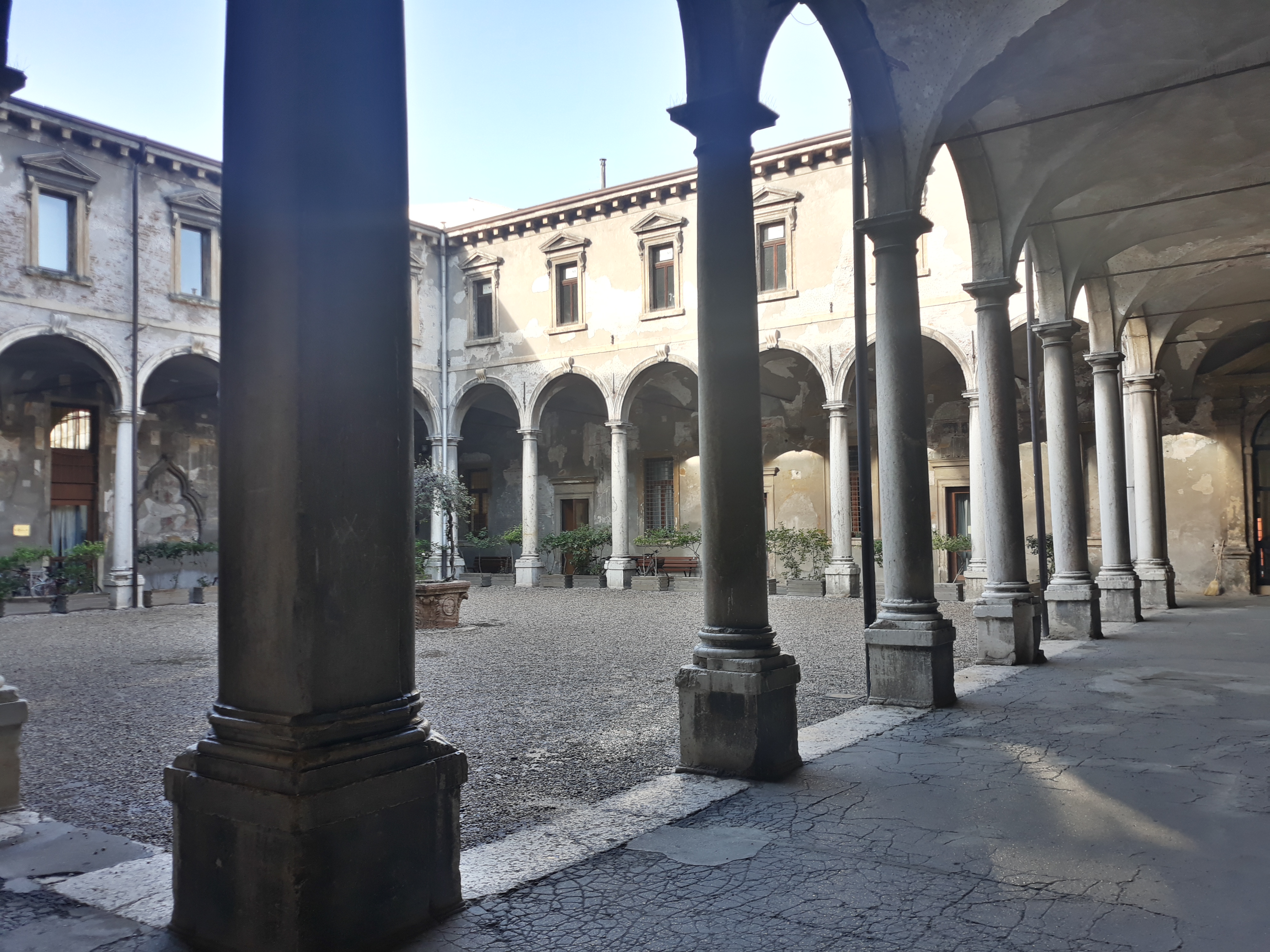
Chiostro dell'antico monastero

È possibile datare al 1617 la costruzione dell'attuale chiostro, adiacente alla chiesa, grazie al ritrovamento di un documento coevo che ricorda che i monaci «… fanno un claustro di tal vaga, et bella Architettura, che haverà pochi pari in Italia». Il suo progetto si deve all'architetto Domenico Curtoni, già autore di opere molto importanti in città, che scelse di orientarsi verso una costruzione d'impianto prettamente classico, ispirandosi ai lavori del celebre Michele Sanmicheli, ma inserendo nuovi elementi e privilegiando un certo gioco di luci tra il chiaro superiore e lo scuro inferiore.
Il chiostro è caratterizzato da una successione di archi a tutto sesto, sostenuti da alte colonne e capitelli di ordine tuscanico. Centralmente all'intradosso degli archi vi sono in rilievo gli stemmi delle famiglie benefattrici del monastero che sostennero i lavori per la sua costruzione. Superiormente agli archi, una cornice marcapiano dà inizio all'ordine superiore costituito da una parete piena su cui si aprono delle finestre con timpano poste in corrispondenza dei vani inferiori.
Nel XVII secolo il pittore Bernardino Muttoni ebbe l'incarico di affrescare le lunette degli archi con Episodi della Vita di Sant'Agostino, come era d'uso nei chiostri dell'epoca, ma di questi dipinti oramai non se ne conserva alcuna traccia. Al centro del chiostro vi è una vera da pozzo risalente al 1533, le cui quattro facce sono decorate sugli spigoli da foglie d'acanto su cui sono incise le parole "Ave Maria" e il cristogramma "IHS".

### Interno

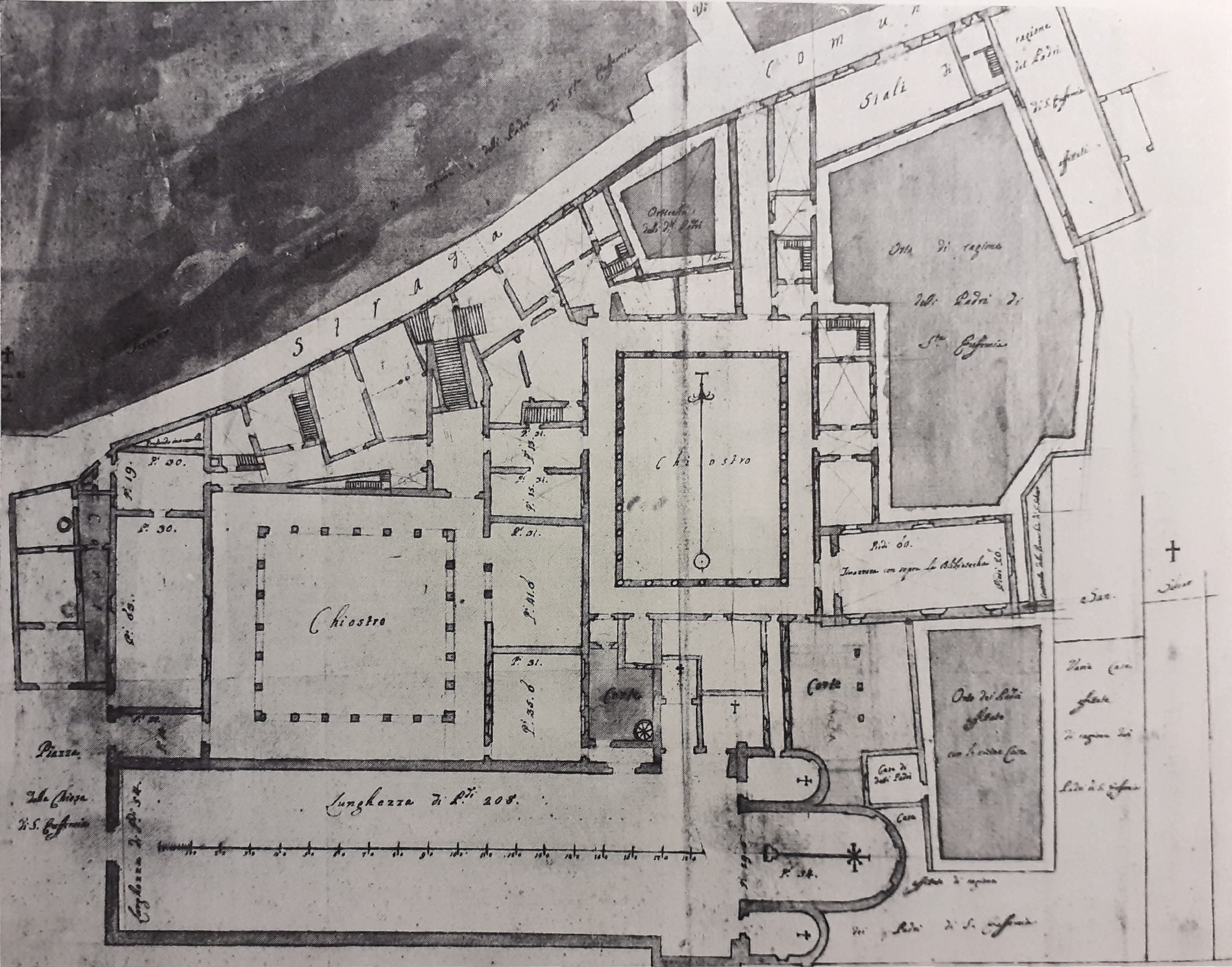
Pianta della chiesa e degli edifici annessi (XVIII o XIX secolo)

La pianta della chiesa è ad aula unica ed è caratterizzata da un andamento marcatamente longitudinale, con un transetto dotato di bracci di profondità particolarmente ridotta e un presbiterio rialzato di due gradini rispetto al resto dello spazio, terminante in un'abside a sviluppo poligonale, a cinque lati. L'aula è coperta da una volta a botte a sezione semi-ellittica, realizzata in incannucciato ancorato alle soprastanti capriate per mezzo di centinature lignee, ritmata da costoloni trasversali e unghie laterali in corrispondenza delle finestrature, così come in incannucciato si presenta la calotta semisferica ribassata che copre la crociera del transetto. In muratura, invece, la copertura a volta a botte del presbiterio. Le decorazioni pittoriche delle volte sono state realizzate negli anni trenta del XX secolo da Gaetano Miolato, e consistono in: cornici policrome, simboli liturgici e tre dipinti raffiguranti la Natività, l'Annunciazione e la Presentazione di Maria al Tempio sulla volta di copertura della navata; un motivo a lacunari con rosetta centrale e i Quattro Profeti nei pennacchi, nella copertura della crociera del transetto; decorazione a cassettoni e un'Ultima Cena nella copertura del presbiterio; un Sacro Cuore di Gesù e quattro Santi nei cinque spicchi del catino absidale.

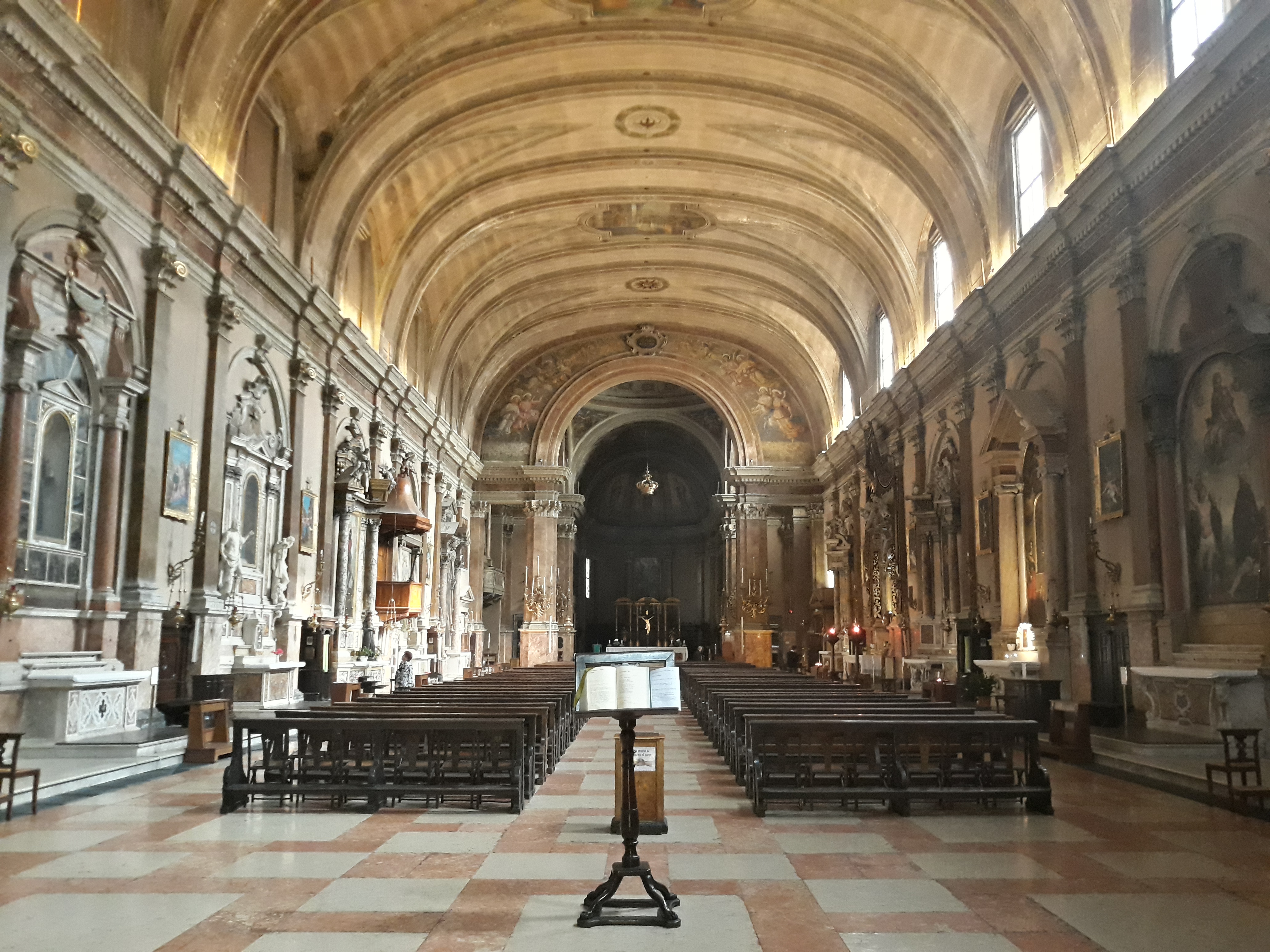
Interno della chiesa

I fianchi dell'aula sono ritmati da una serie di lesene di ordine composito impostate su un alto basamento e reggenti la trabeazione sommitale, tra le quali trovano spazio quattordici altari, sette per lato; nel transetto, separato dalla navata mediante una serliana su pilastri su cui è dipinto un coro di angeli, si trova un ulteriore altare dedicato al Santissimo, nel braccio destro, e il battistero, nel braccio sinistro. Infine sulla sinistra del presbiterio si colloca la cappella di Santa Rita, detta anche di Sant'Agostino, e sulla destra la cappella Spolverini Dal Verme, o cappella degli Angeli.
Lo spazio è accessibile dall'ingresso principale situato lungo la facciata, per tramite di una bussola lignea sopra la quale è collocato un affresco staccato, in cui un giovane Battista del Moro rappresentò San Paolo ai piedi di Anania, precedentemente posto sul quinto altare a sud, oppure da un ingresso laterale posto lungo il fianco destro.

#### Lato destro della navata

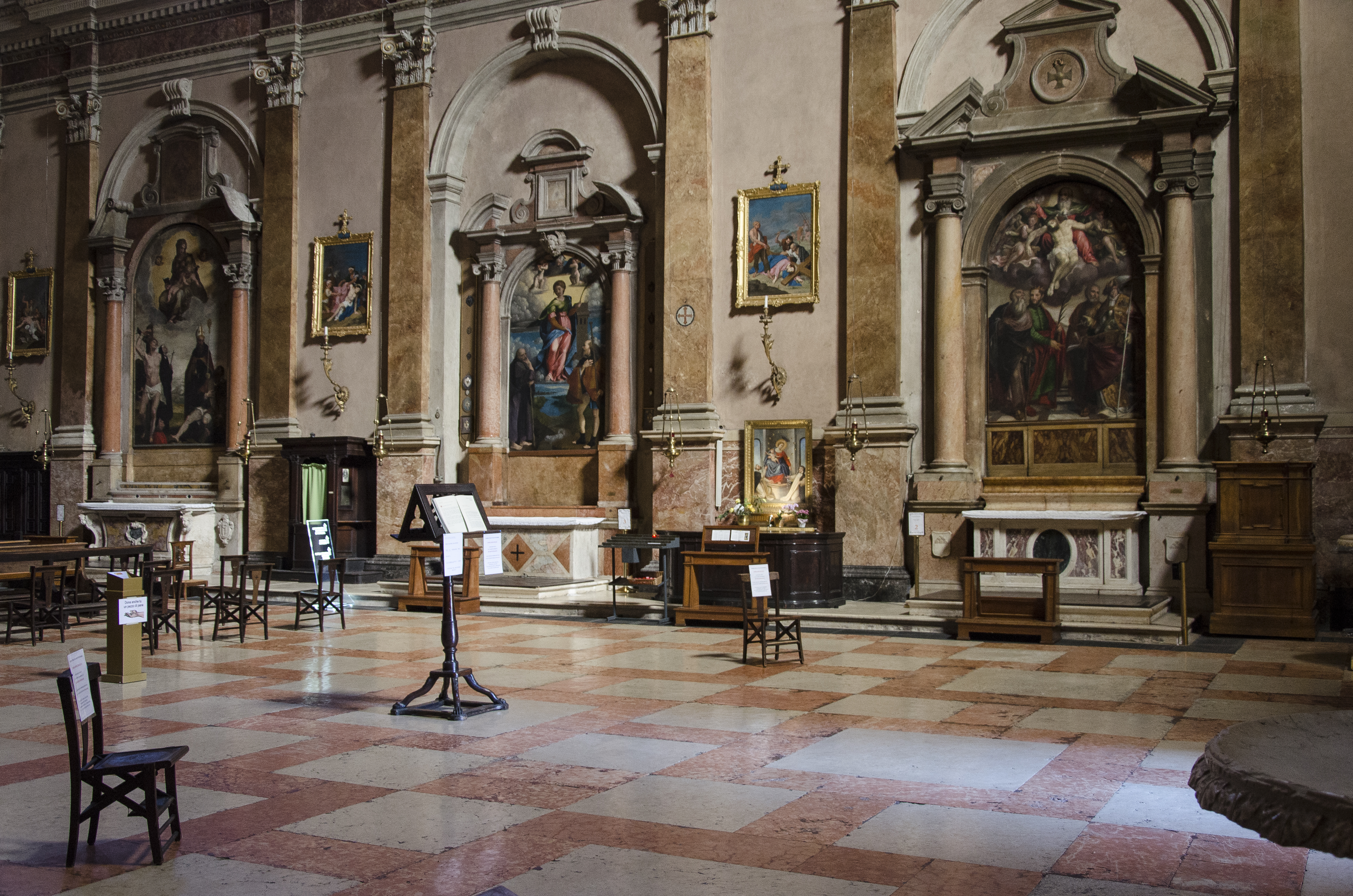
Lato destro della navata

Appena entrati, sul lato destro dell'aula, è appeso un quadro raffigurante una Maddalena dal gusto seicentesco, opera tarda di Giulio Carpioni di cui si hanno notizie nella chiesa solo dagli inizi del XIX secolo. Successivamente si incontrano sette altari realizzati in varie epoche e al loro termine il vano dell'ingresso laterale, sopra il quale è posta un'altra tela del Carpioni in cui è rappresentato un San Girolamo penitente.
Il primo altare del lato destro venne fatto costruire dalla famiglia Lavagnoli verso la fine del XVI secolo. La pala d'altare è opera del pittore Jacopo Ligozzi in cui dipinse, poco prima del 1577, una Trinità con Santi Antonio Abate, Luigi re di Francia, Pietro e Agostino. Lo stile dell'opera è rinascimentale ma con alcune caratteristiche proprie dell'arte controriformata. Sulla base delle colonne sono riportati gli stemmi della famiglia committente.

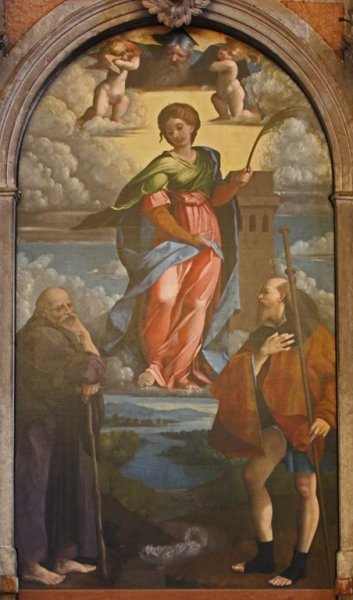
Santa Barbara e i Santi Antonio Abate e Rocco di Francesco Torbido

L'altare successivo, realizzato con un'alternanza di marmi bianchi e rossi, è anch'esso risalente alla fine del Cinquecento. La sua pala, raffigurante Santa Barbara e i Santi Antonio Abate e Rocco, venne realizzata da Francesco Torbido in età matura. Giorgio Vasari cita la tela raccontando che inizialmente venne eseguita per la cappella dei Bombardieri. Sappiamo, inoltre, che in origine era arricchita anche da una predella, oggi scomparsa con la cornice, in cui erano rappresentate alcune scene del martirio della santa.
Il terzo altare che si incontra venne edificato nella seconda metà del XVI secolo ma è stato oggetto di numerosi rimaneggiamenti durante il XVIII. Il pittore veronese Domenico Brusasorzi è l'autore della pala in cui ha raffigurato, tra il 1540 e il 1550, Madonna e i Santi Sebastiano, Monica, Agostino e Rocco. Come usanza dell'epoca, il Brusasorzi inserì il ritratto dei committenti nel centro della parte bassa della tela. L'altare venne commissionato dai nobili Da Cerea la cui arma gentilizia è raffigurata ai lati della mensa.
Al centro dell'altare successivo, il quarto, vi è collocata all'interno di una nicchia una scultura lignea raffigurante una Madonna della Cintura, opera dell'inizio dell'Ottocento. Giovanni Caliari è l'autore della tela posta intorno alla nicchia nel 1834 con raffigurati i Santi Giuseppe, Anna, Eufemia e Teresa. Il dossale dell'altare venne realizzato nel XVI secolo utilizzando marmo rosso di Verona.
Il quinto altare venne realizzato nel 1736 su commissione della corporazione dei Pistori. Esso è caratterizzato dall'utilizzo di una molteplicità di marmi. Al centro è posta una tela di stile settecentesco in cui è raffigurato San Paolo tra i Santi Antonio Abate e Ursola il cui autore, Agostino Ugolini, ha provveduto a firmarla e datarla «AUGUS. UGOLINI P. 1800».
Proseguendo si incontra l'altare dedicato alla Madonna della Salute, realizzato nel 1596 su commissione della famiglia Trevisoli come attestato dalle incisioni ai lati della mensa. La statua è stata una delle più venerate in città e venne traslata a Sant'Eufemia solo il 20 febbraio 1807, proveniente da un'altra chiesa soppressa durante l'occupazione napoleonica. Originariamente qua era collocata una tela di Felice Brusasorzi oggi non più esistente.
L'altare architettonicamente più interessante, anche per l'utilizzo del marmo giallo di Torri del Benaco, è il settimo, dedicato a Tommaso da Villanova, santo agostiniano. Realizzato intorno alla metà del XVIII secolo presenta un interessante tabernacolo adornato da tre statuine, opera di Diomirio Cignaroli, raffiguranti San Giuseppe e due putti; originariamente vi era anche una porticina dipinta da Felice Cignaroli che venne rubata nell'agosto del 1991. La tela dell'altare, Vergine e San Tommaso da Villanova venne dipinta da Giambettino Cignaroli nel 1768 circa. Gian Domenico Cignaroli è invece l'autore del dipinto alla destra dell'altare con Madonna, Sant'Andrea, San Lorenzo e le Anime del Purgatorio, mentre Fabrizio Cartolari dipinse quello di sinistra con San Tommaso da Villanova mentre dispensa l'elemosina ai poveri.

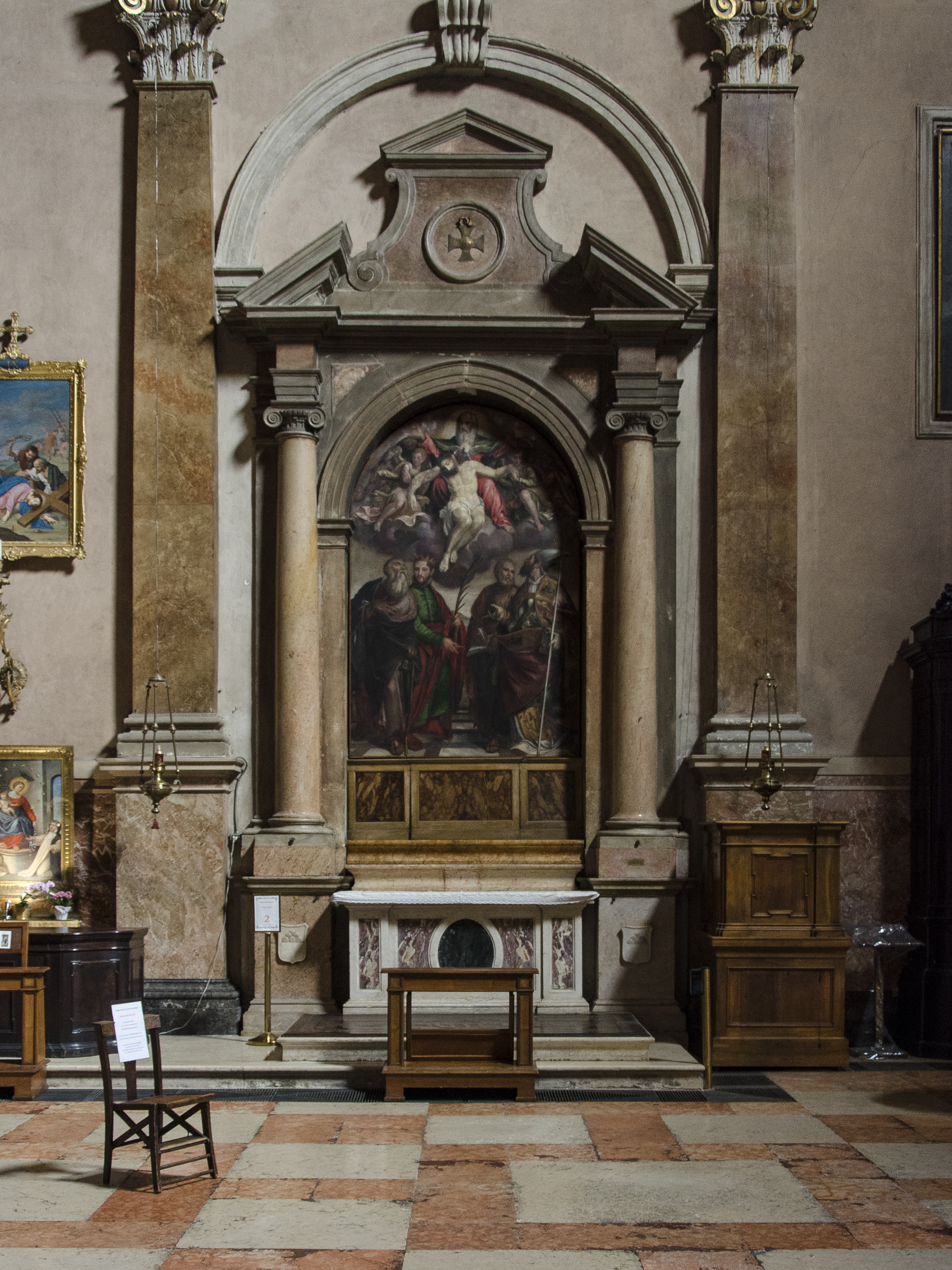
Primo altare di destra, partendo dall'ingresso
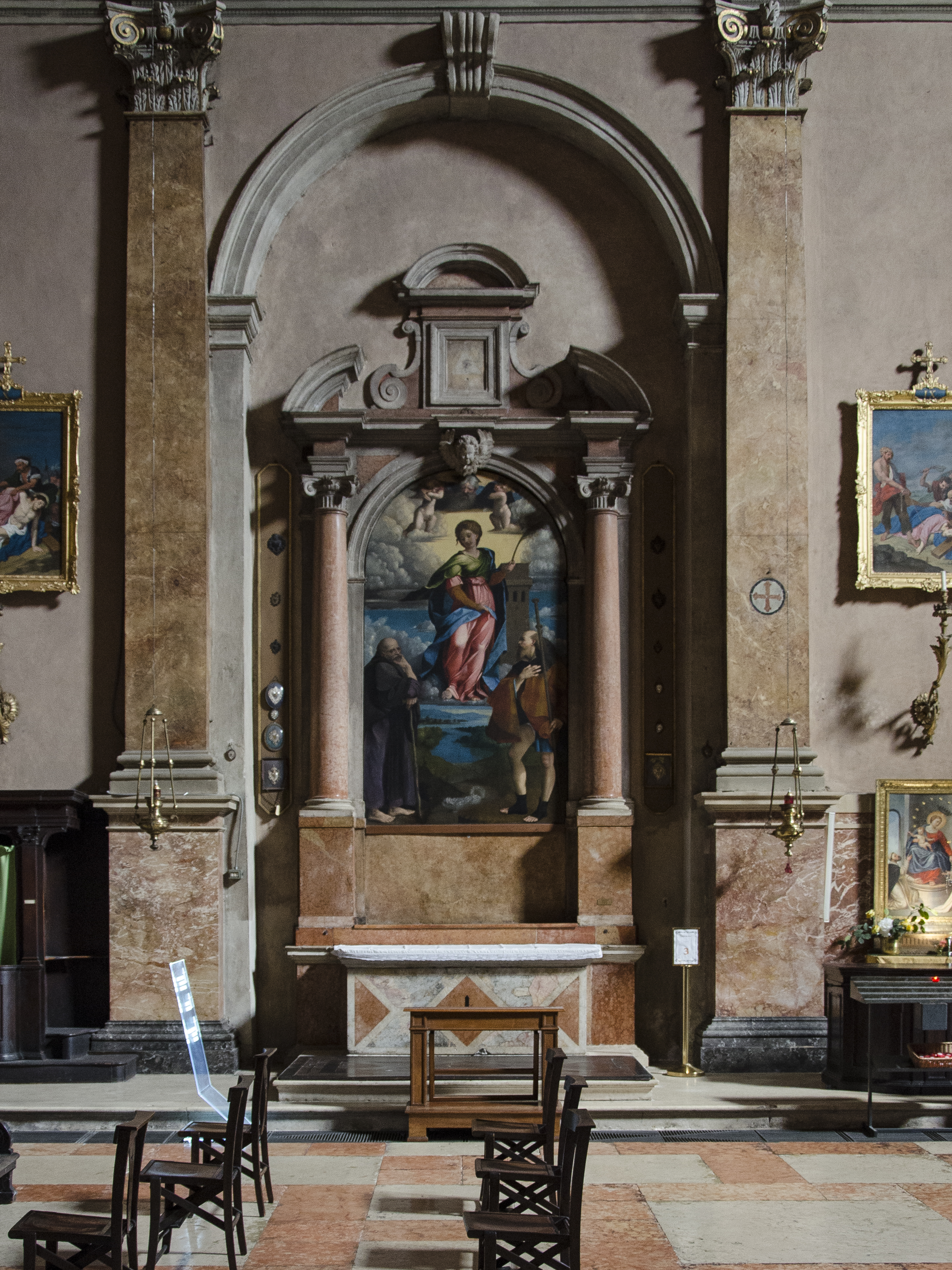
Secondo altare
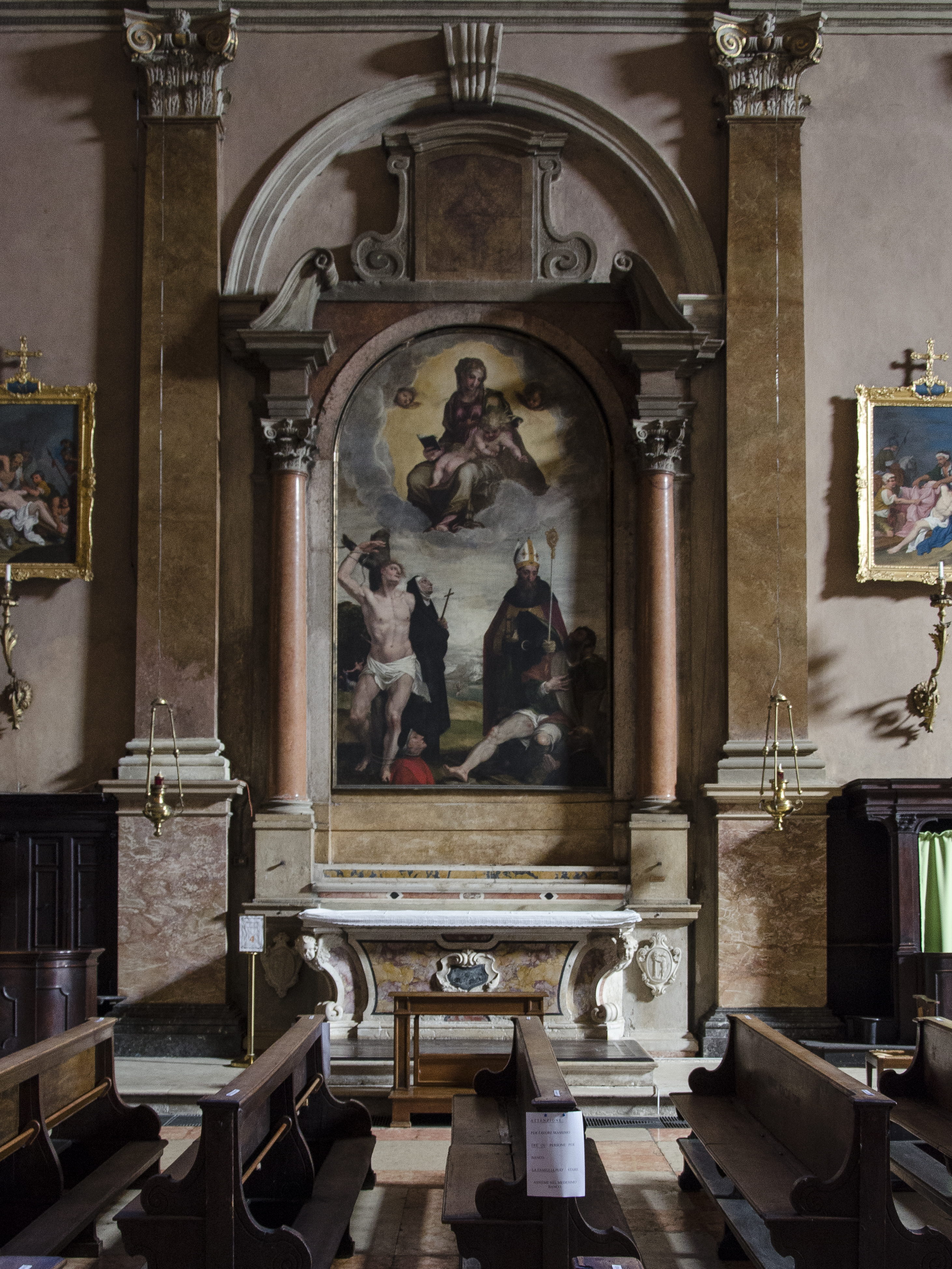
Terzo altare
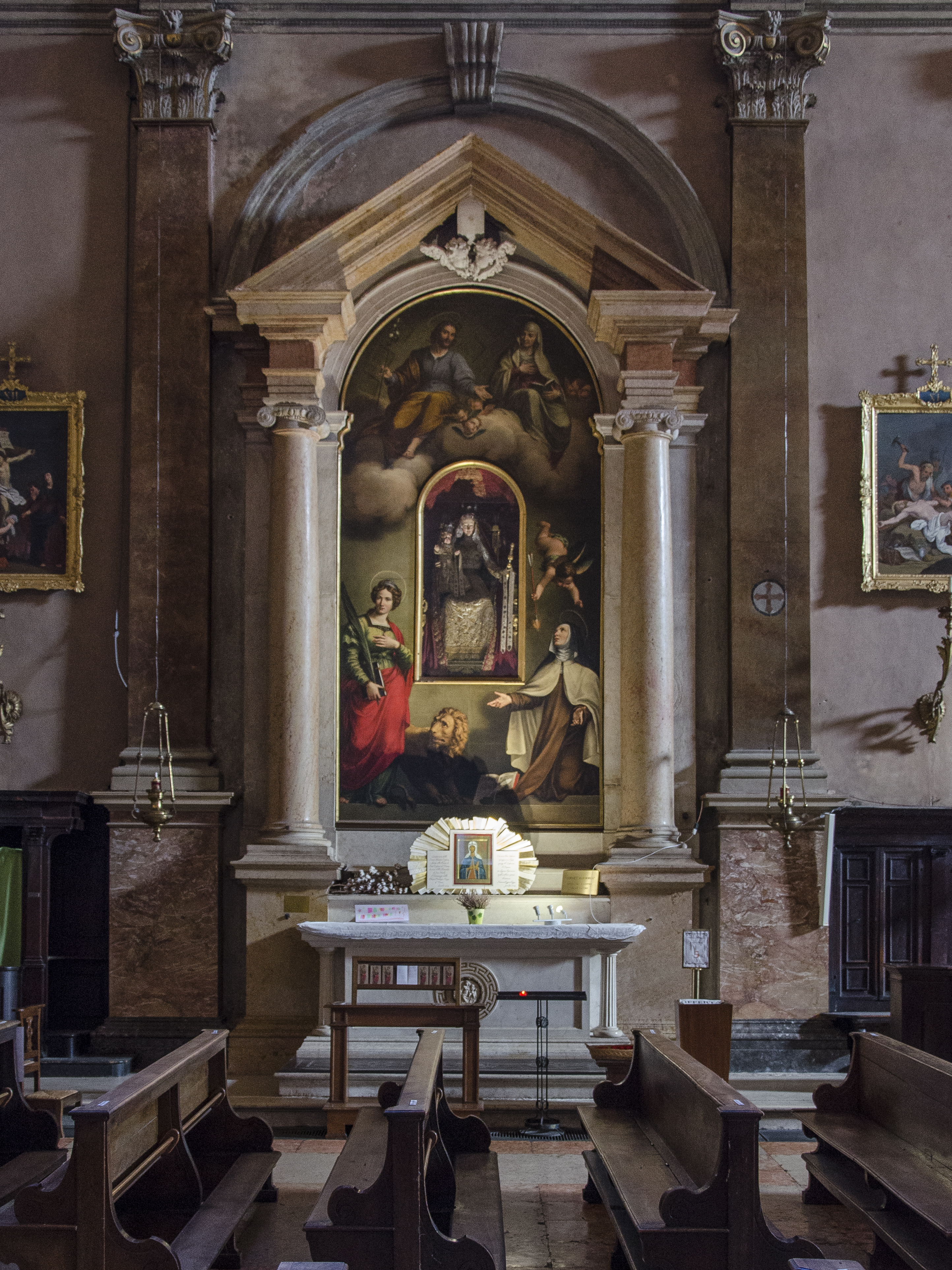
Quarto altare
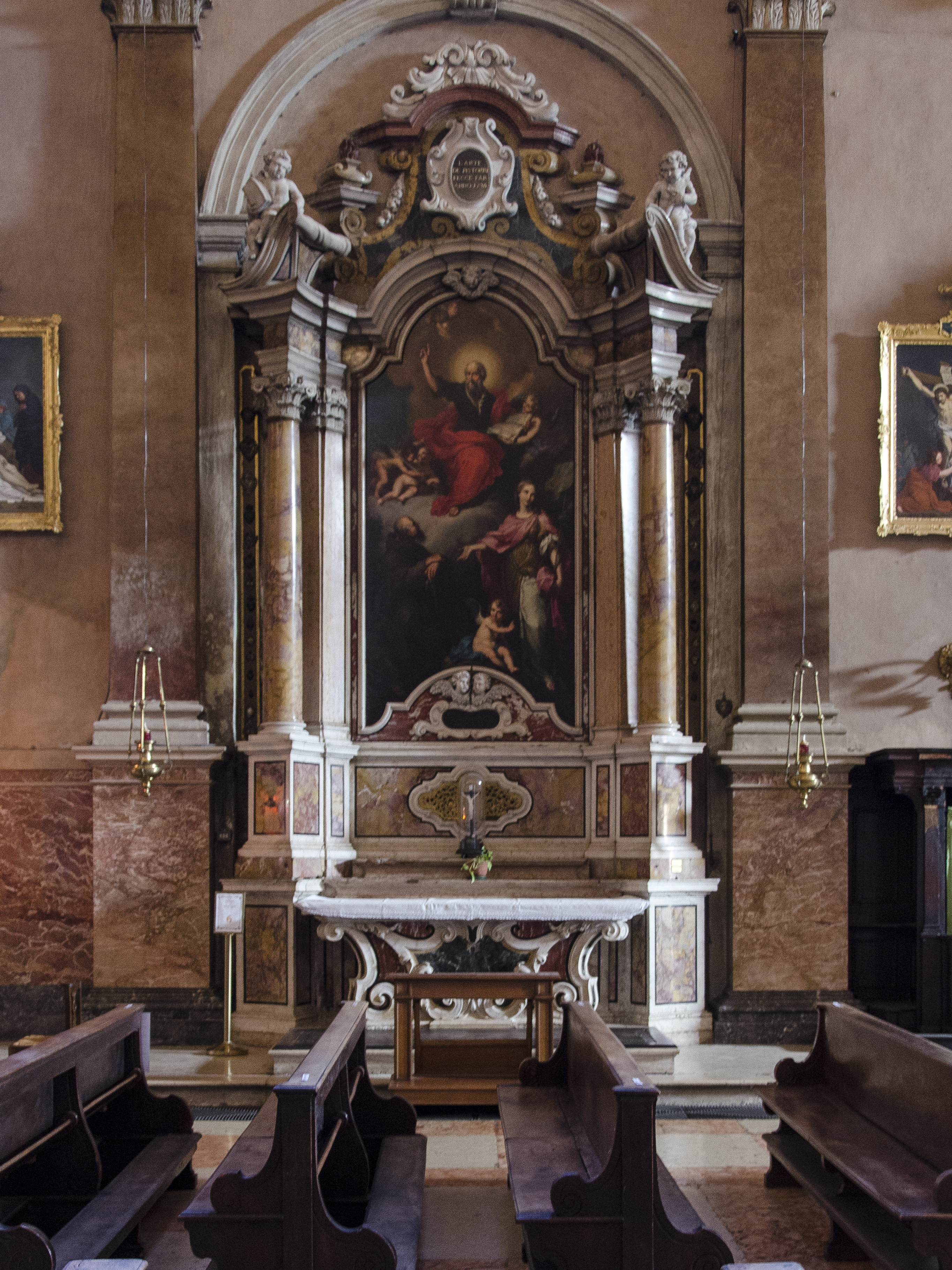
Quinto altare
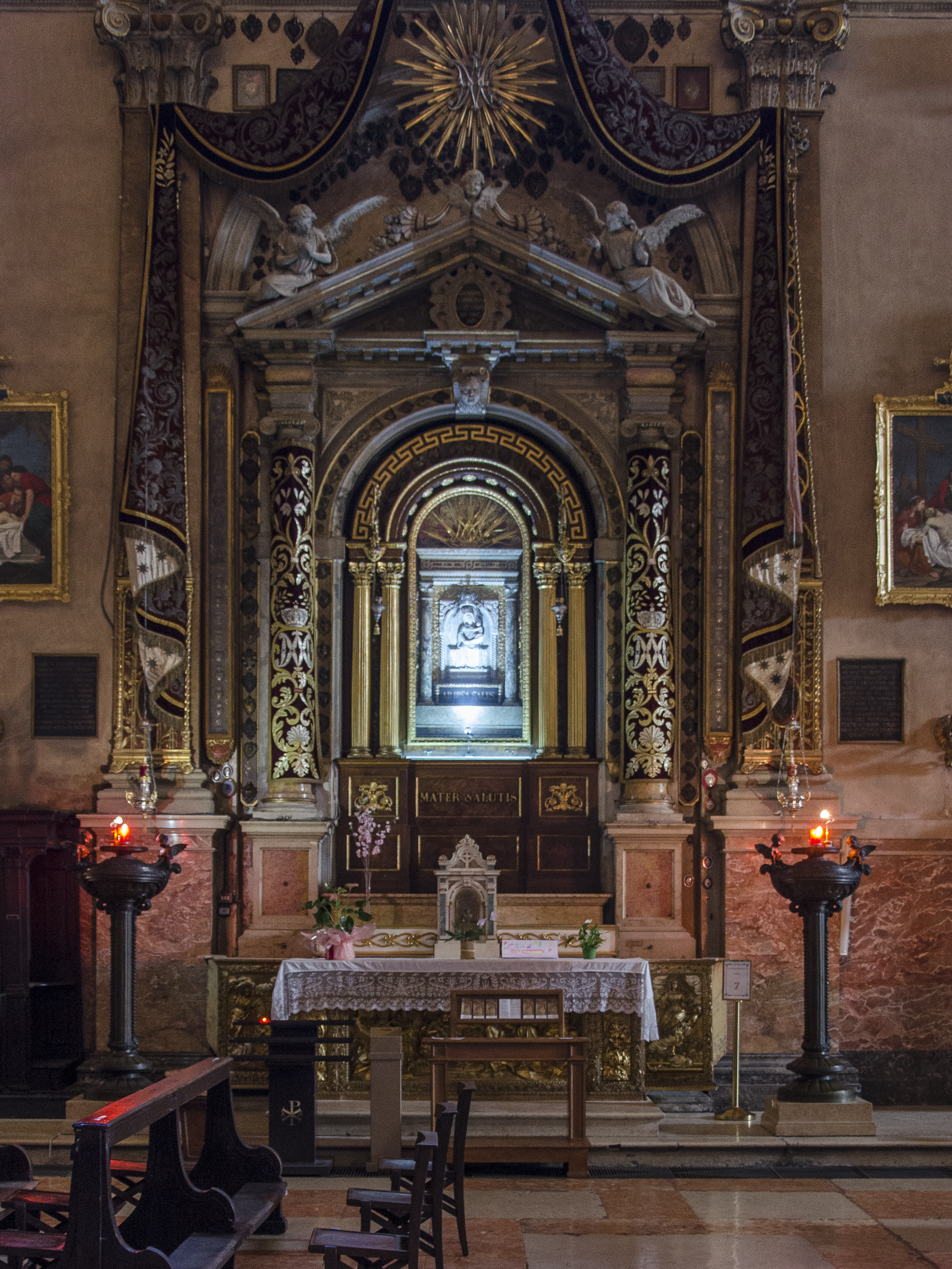
Sesto altare
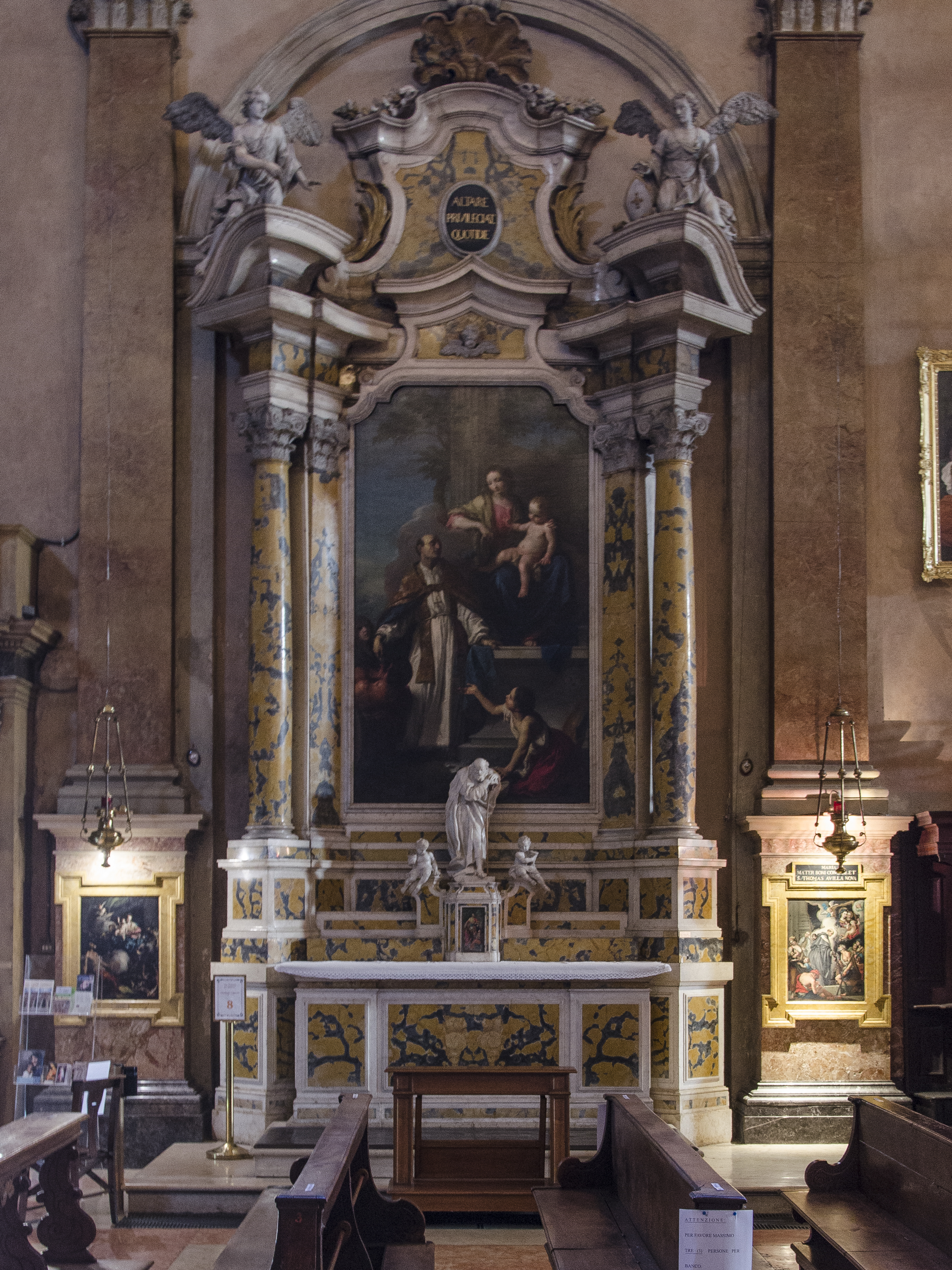
Ultimo altare

#### Lato sinistro della navata

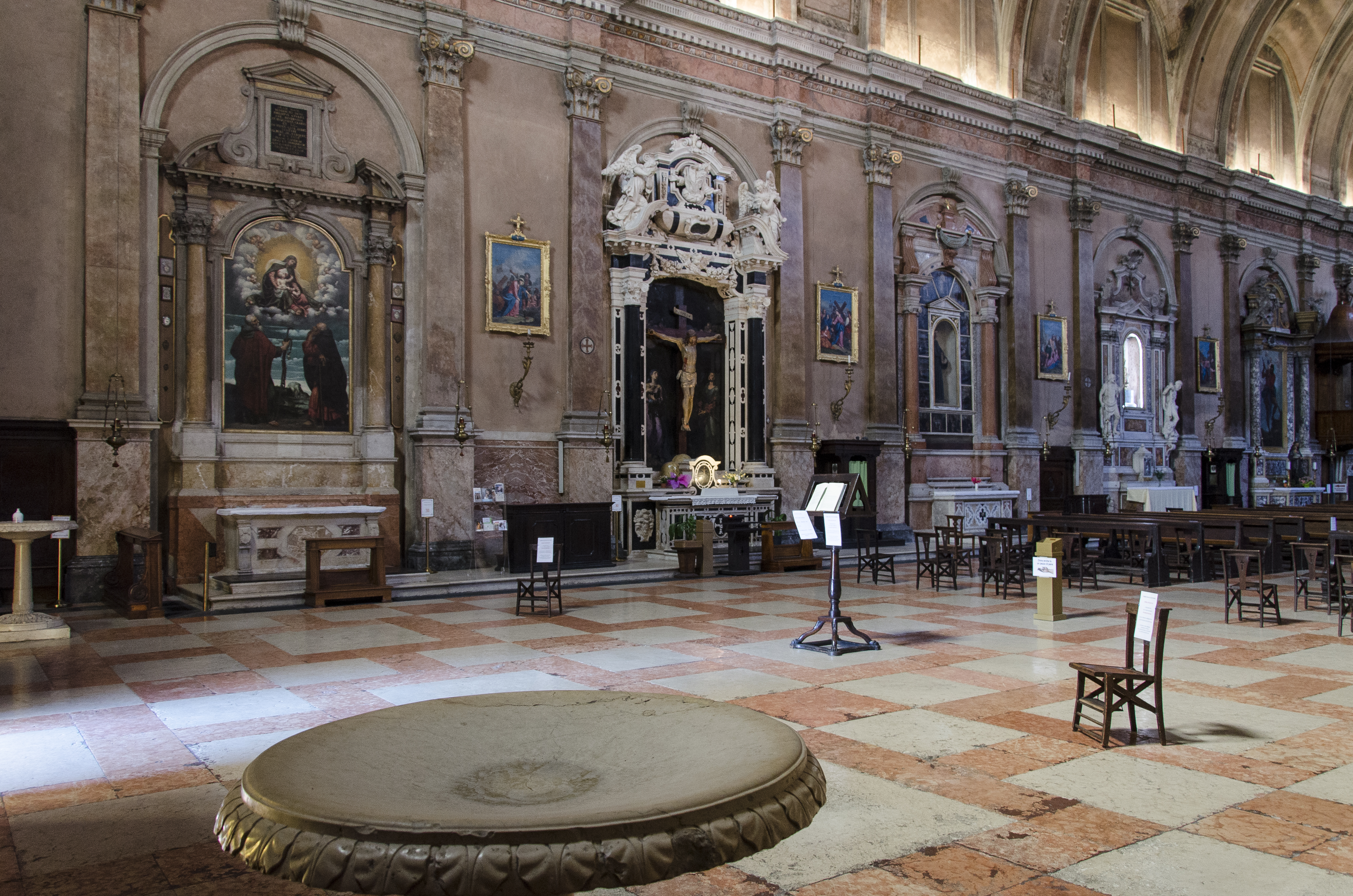
Lato di sinistra

Varcato il portone principale, dirigendosi verso il lato sinistro dell'aula, si incontra appesa alla parete una tela attribuita a Felice Brusasorzi raffigurante Crocifisso con la Madonna, San Maria Maddalena e San Giovanni, presente in Sant'Eufemia almeno dal 1854, data della sua prima citazione. Subito dopo vi è il primo altare laterale di sinistra, eseguito nel 1740 su commissione di Alessandro da Sacco, manomettendone uno precedente realizzato nel 1632 da Filippo Torriani. La pala qui collocata nella metà del XIX secolo, è opera di Alessandro Bonvicino, detto “il Moretto”, che dipinse intorno al 1540 una Madonna in Gloria e i Santi Onofrio e Antonio Abate.
Il secondo altare venne fatto edificare da Gian Giacomo Lonardi tra il 1695 e il 1696, anch'esso in sostituzione di uno precedente giudicato troppo modesto per la chiesa. La famiglia del committente è ricordata tramite due stemmi nobiliari posti ai piedi delle colonne dell'altare stesso. Esso è caratterizzato da un'alternanza di marmi bianchi e neri; sul fastigio si trova una scultura, Eterno tra due angeli, scolpita da Francesco Filippini. Al centro dell'altare vi è un crocifisso ligneo emergente da uno sfondo scuro sul quale il pittore Sante Prunati dipinse le figure di Maria e San Giovanni assorti nel dolore per la morte di Gesù.

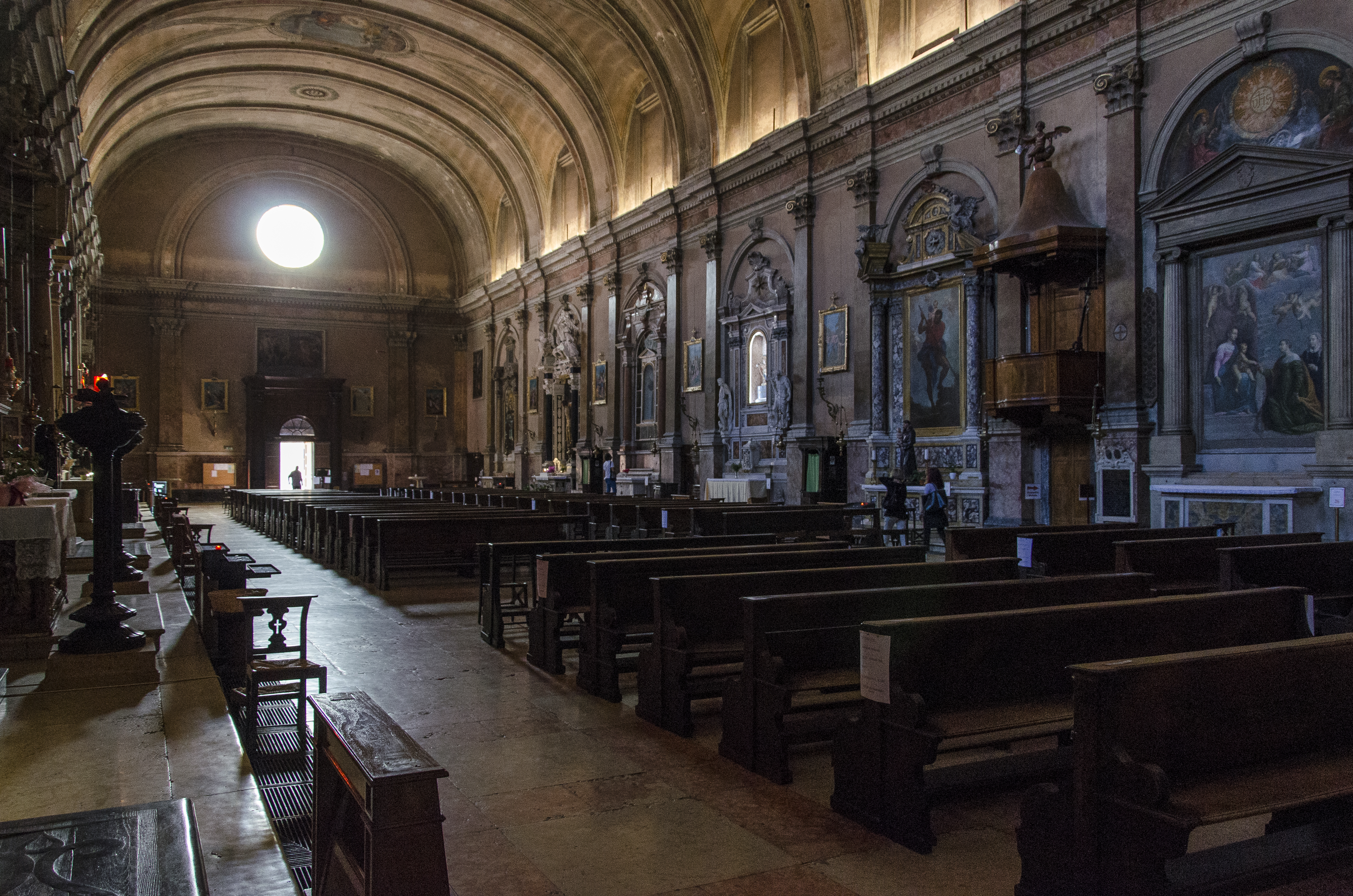
Lato di sinistra

Al centro del terzo altare vi è una statua di Nicola da Tolentino, santo agostiniano venerato a Sant'Eufemia fin dalla seconda metà del XIV secolo. Questa è posta in una nicchia contornata da 15 piccole tele dipinte da Domenico Zanconti tra il XVIII e XIX secolo con scene della vita del santo titolare. Committenti dell'altare furono gli appartenenti alla famiglia Lanfranchini come testimoniato da un'iscrizione incisa ai piedi della colonna di destra e dalla presenza del loro stemma sulla chiave di volta.
Il successivo altare, il quarto, appartenne alla famiglia Campagna come ricordato dai propri stemmi incisi accanto alla mensa, venne realizzato nel XVIII secolo. Diomiro Cignaroli è l'autore delle due statue rappresentanti San Giovanni Battista e San Girolamo, mentre al centro in una nicchia è collocato il gruppo scultoreo della Pietà di Sant'Eufemia attribuibile alla seconda metà del XIV secolo, l'opera più antica conservata nella chiesa e la più antica rappresentazione della pietà di tutto il Veneto; alcuni critici hanno osservato la somiglianza con la celebre Pietà Roettgen conservata nel Rheinisches Landesmuseum di Bonn.
Il quinto altare venne realizzato nel 1744 grazie all'incarico fatto nell'anno precedente dall'arte degli Osti allo scultore Gaudenzio Bellini. Esso si presenta come un'opera caratterizzata dalla grande ricchezza di marmi impiegati per la sua realizzazione. Una tela rappresentante San Cristoforo, opera del 1690 di Ludovico Dorigny, è racchiusa in una cornice di marmo giallo di Torri del Benaco.
Proseguendo verso il presbiterio vi è il sesto altare. Questo venne realizzato nel 1573 su commissione del nobile Gasparo Verità. Dalle forme classicheggianti a ricordare l'opera del celebre architetto rinascimentale veronese Michele Sanmicheli, ospita una pala, realizzata da Bernardino India in tarda età, raffigurante Sposalizio di Santa Caterina.
Il settimo e ultimo altare è dedicato a San Carlo Borromeo. Venne commissionato nel 1618 da Antonio Visconi come ricordato dagli stemmi famigliari incisi sui basamenti delle due colonne. La tela, Madonna e San Carlo Borromeo posto tra i Santi Paolo e Antonio Abate, è opera del 1618 di Claudio Ridolfi che richiama allo stile di Federico Barocci.
Infine, sul fianco sinistro, prima di raggiungere l'arco che divide la navata dal presbiterio, si apre la porta che permette di raggiungere la sagrestia, sopra la quale è appesa una tela del 1573 di Paolo Farinati, che la firmò «PAOLUS FARINA / TUS P. MDLXX/III», raffigurante l'Arcangelo San Michele.

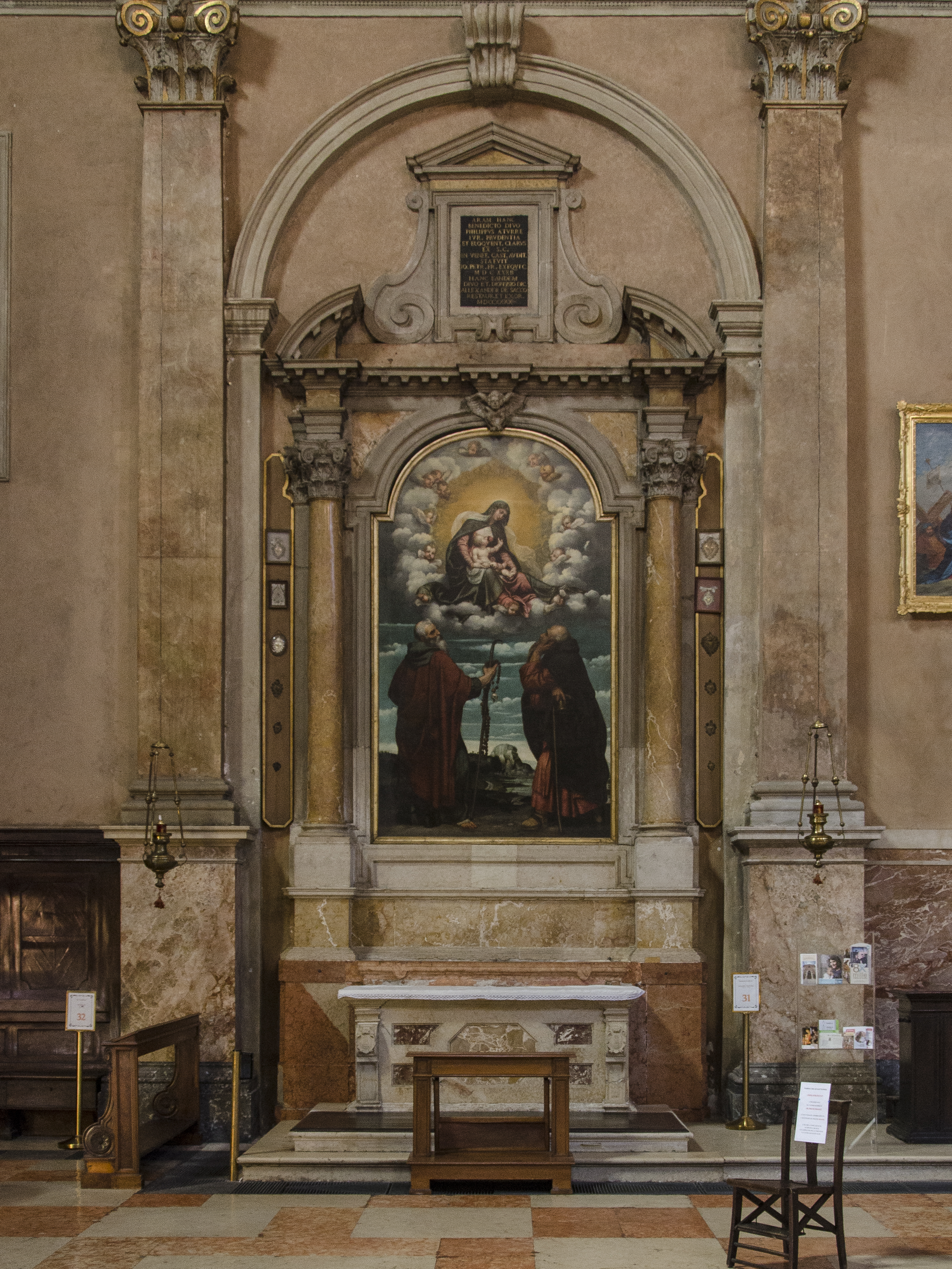
Primo altare di sinistra, partendo dall'ingresso
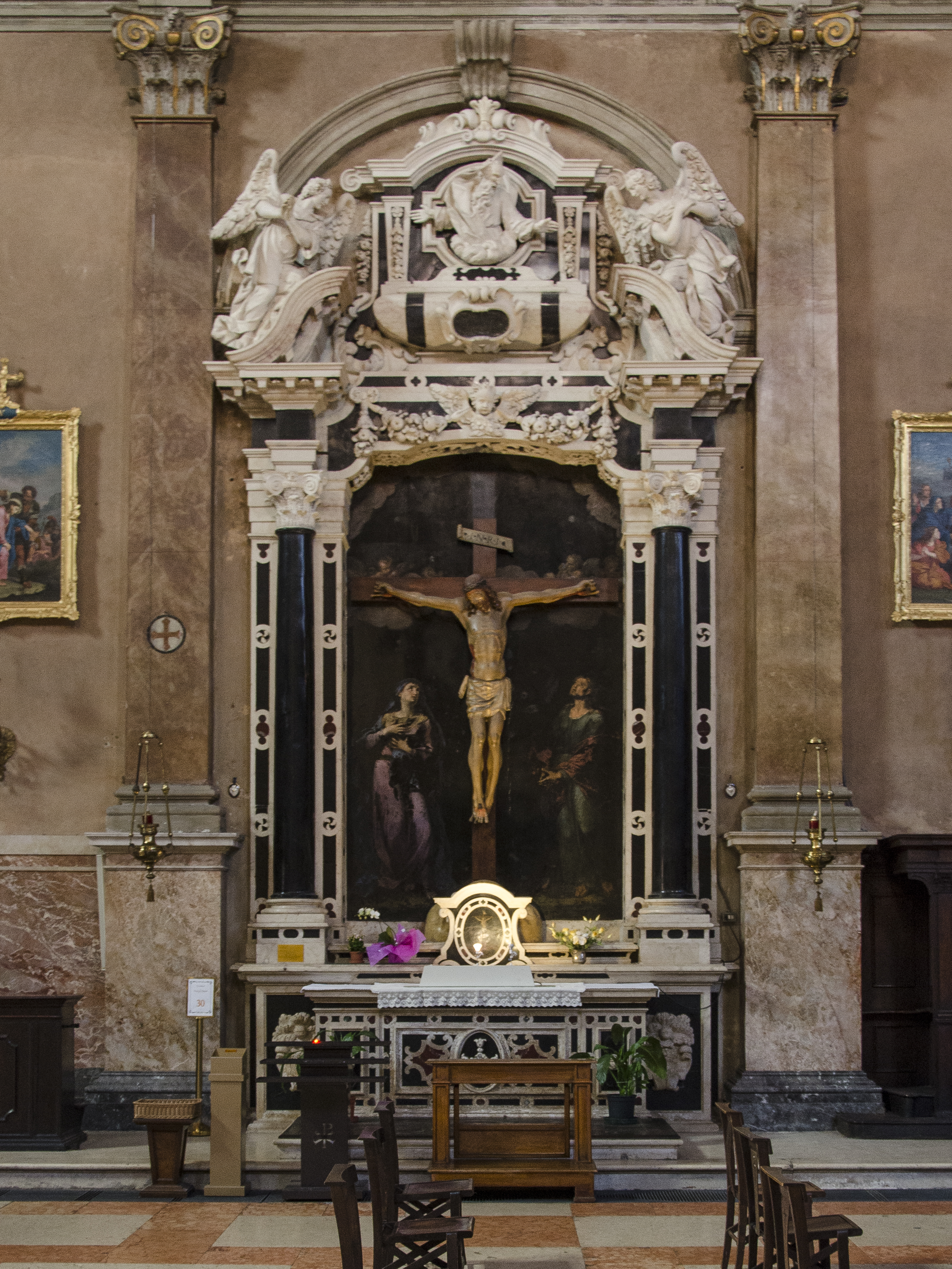
Secondo altare
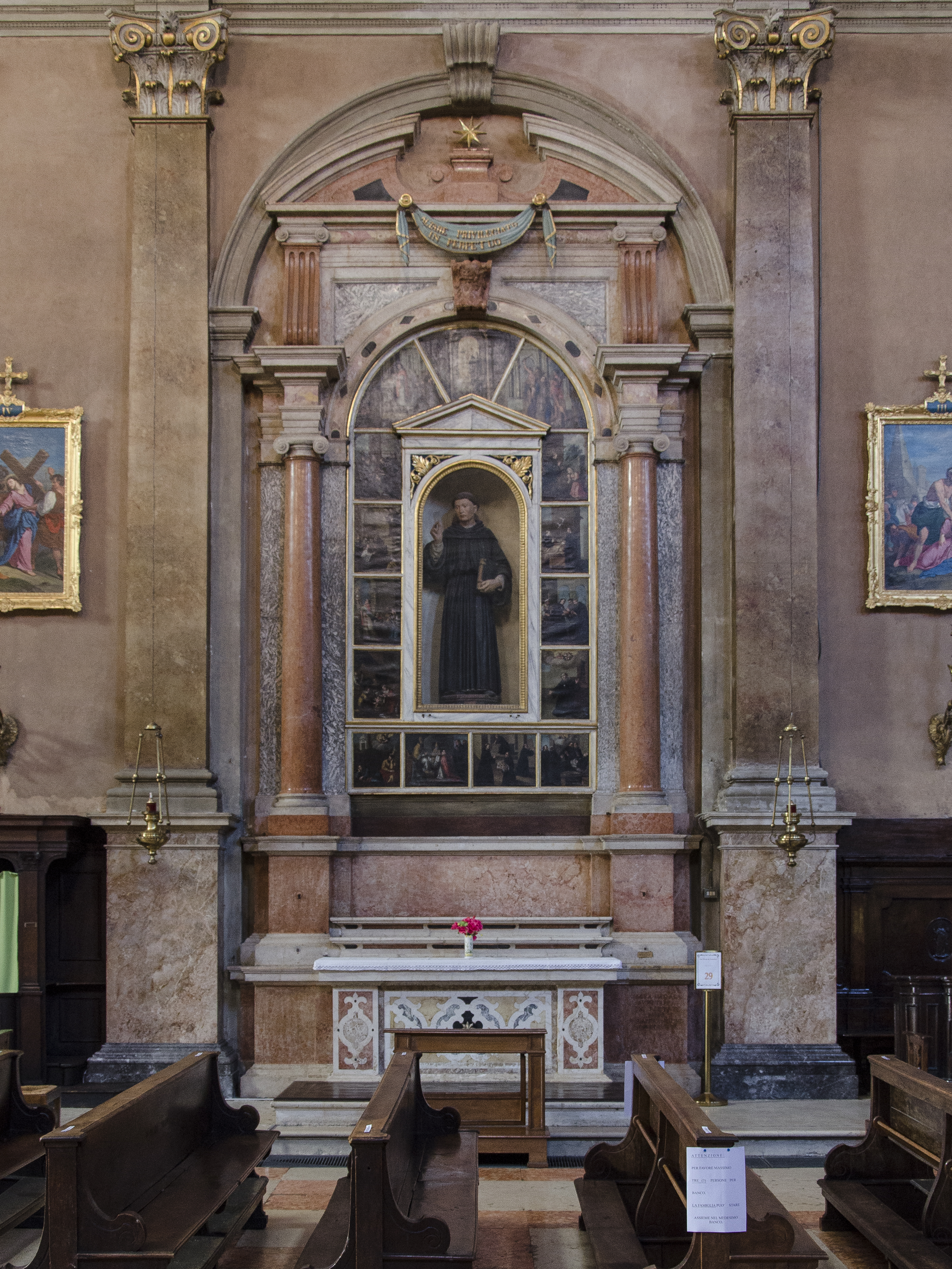
Terzo altare
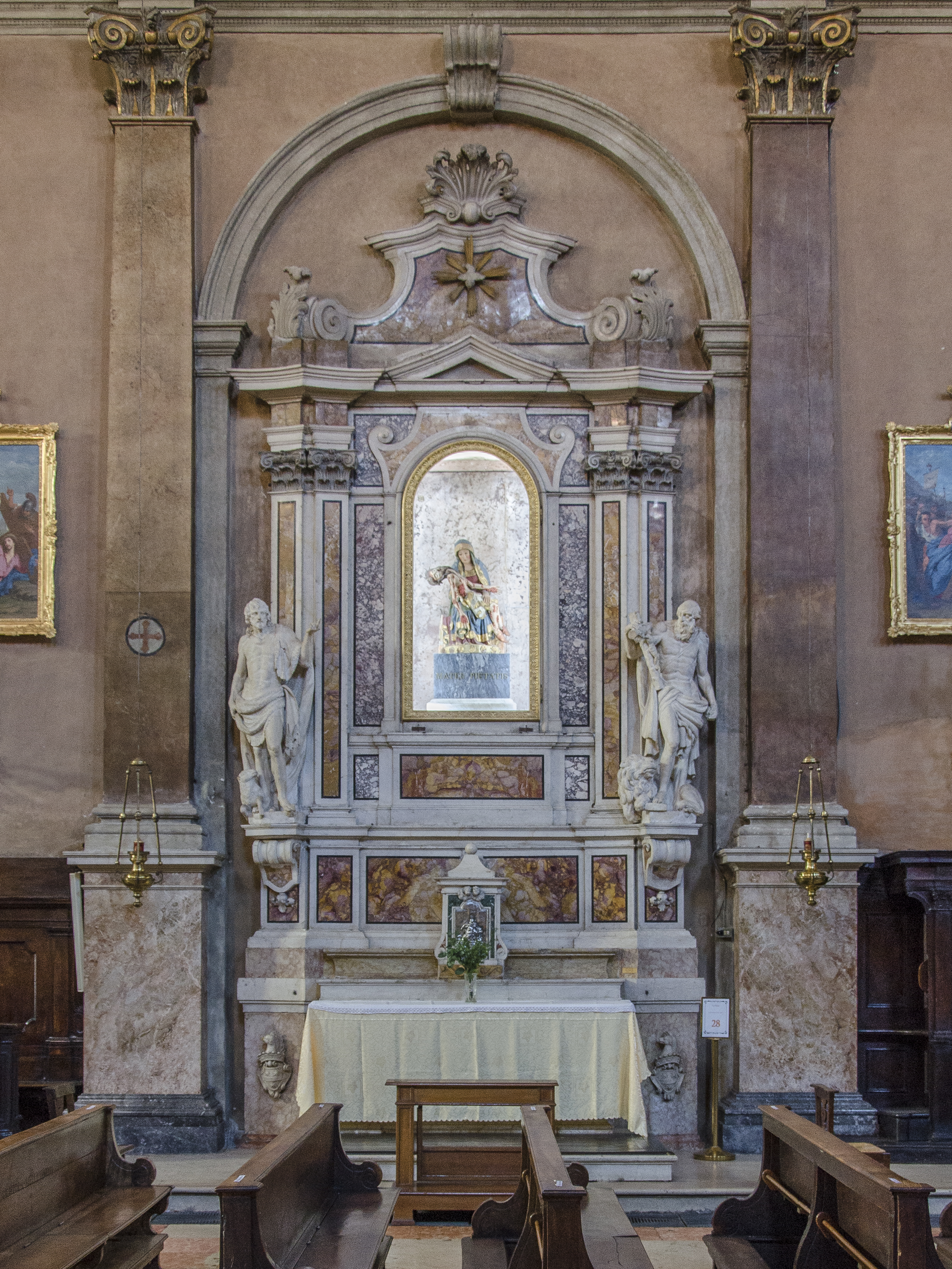
Quarto altare
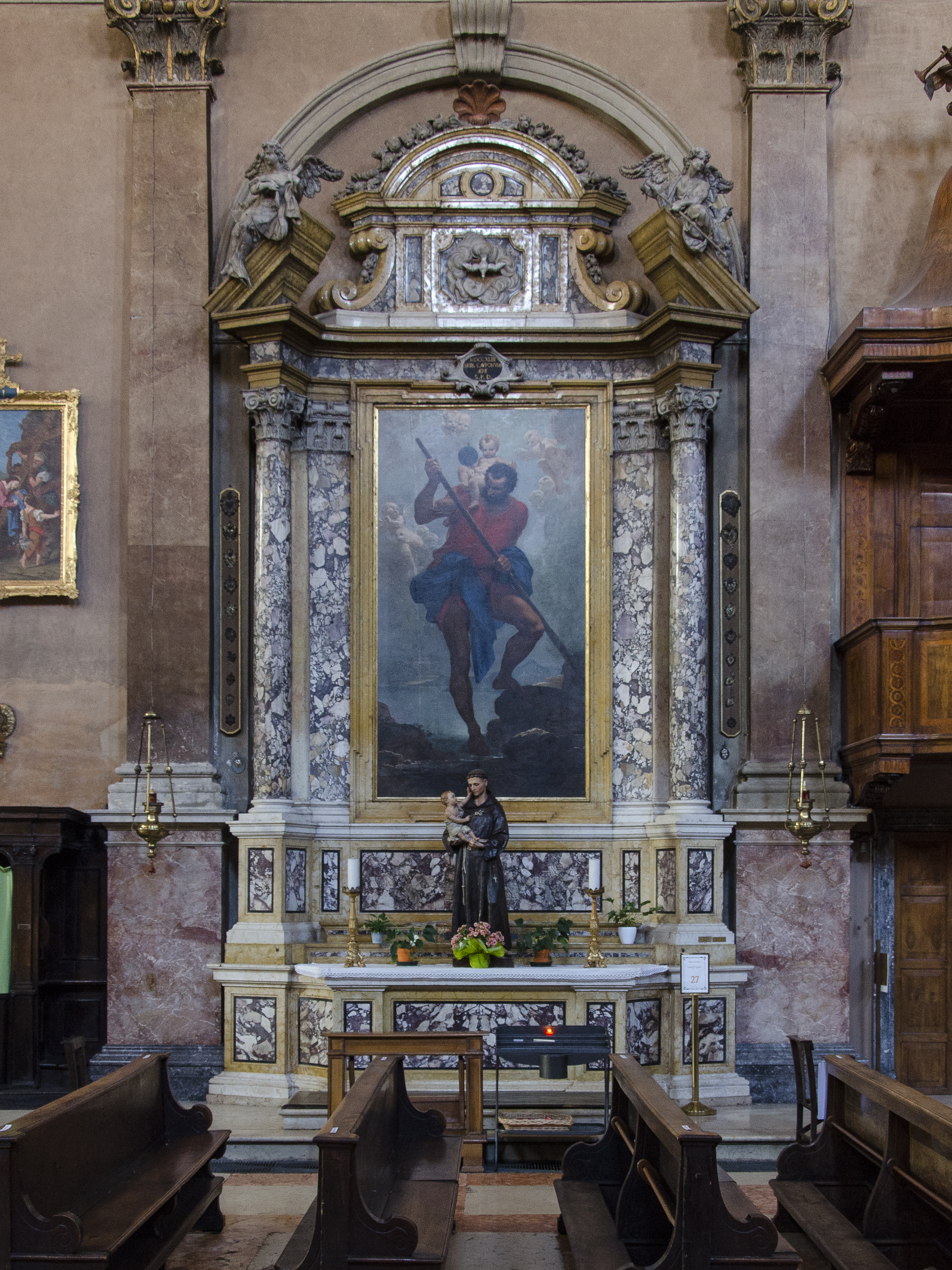
Quinto altare
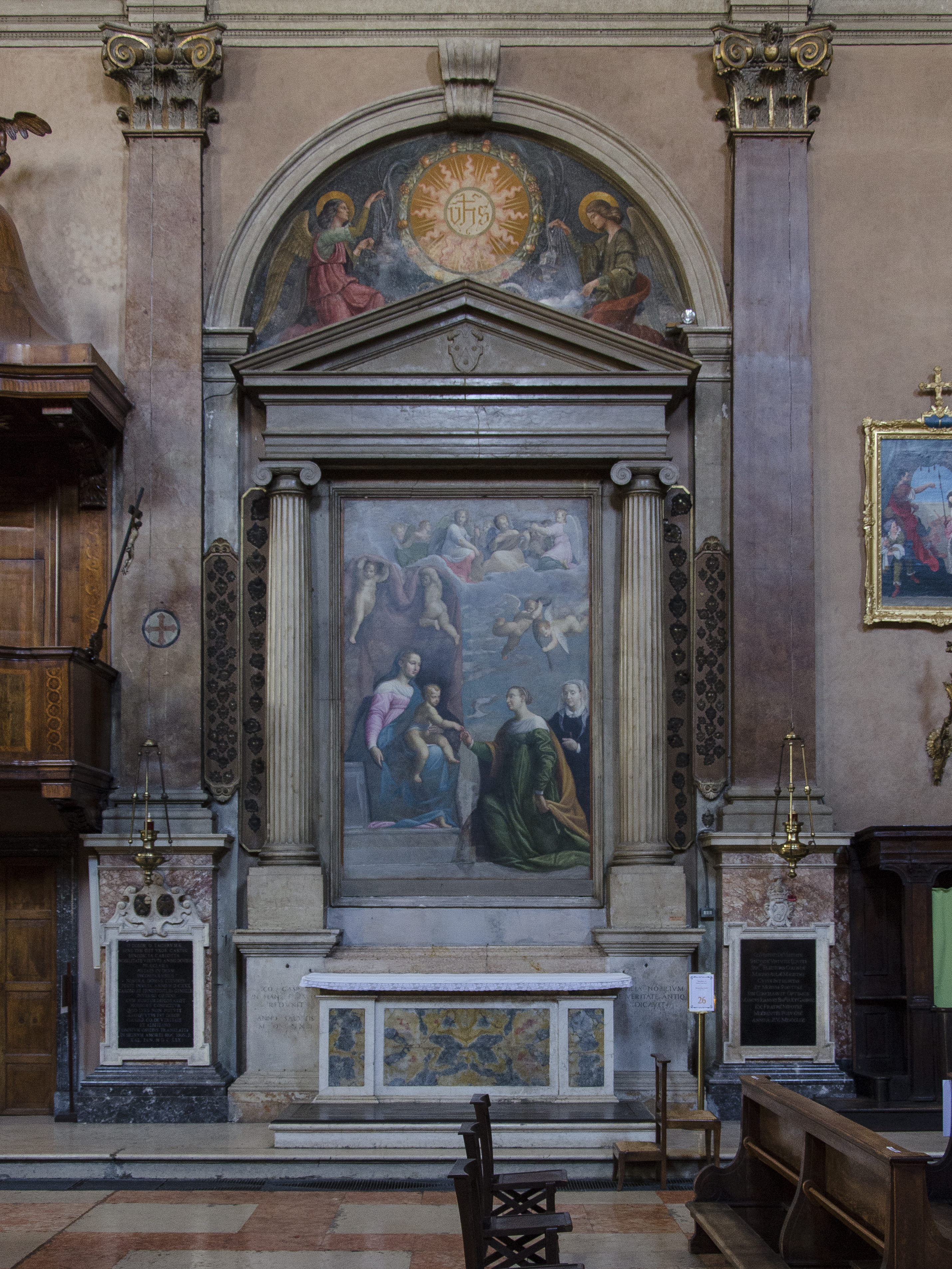
Sesto altare
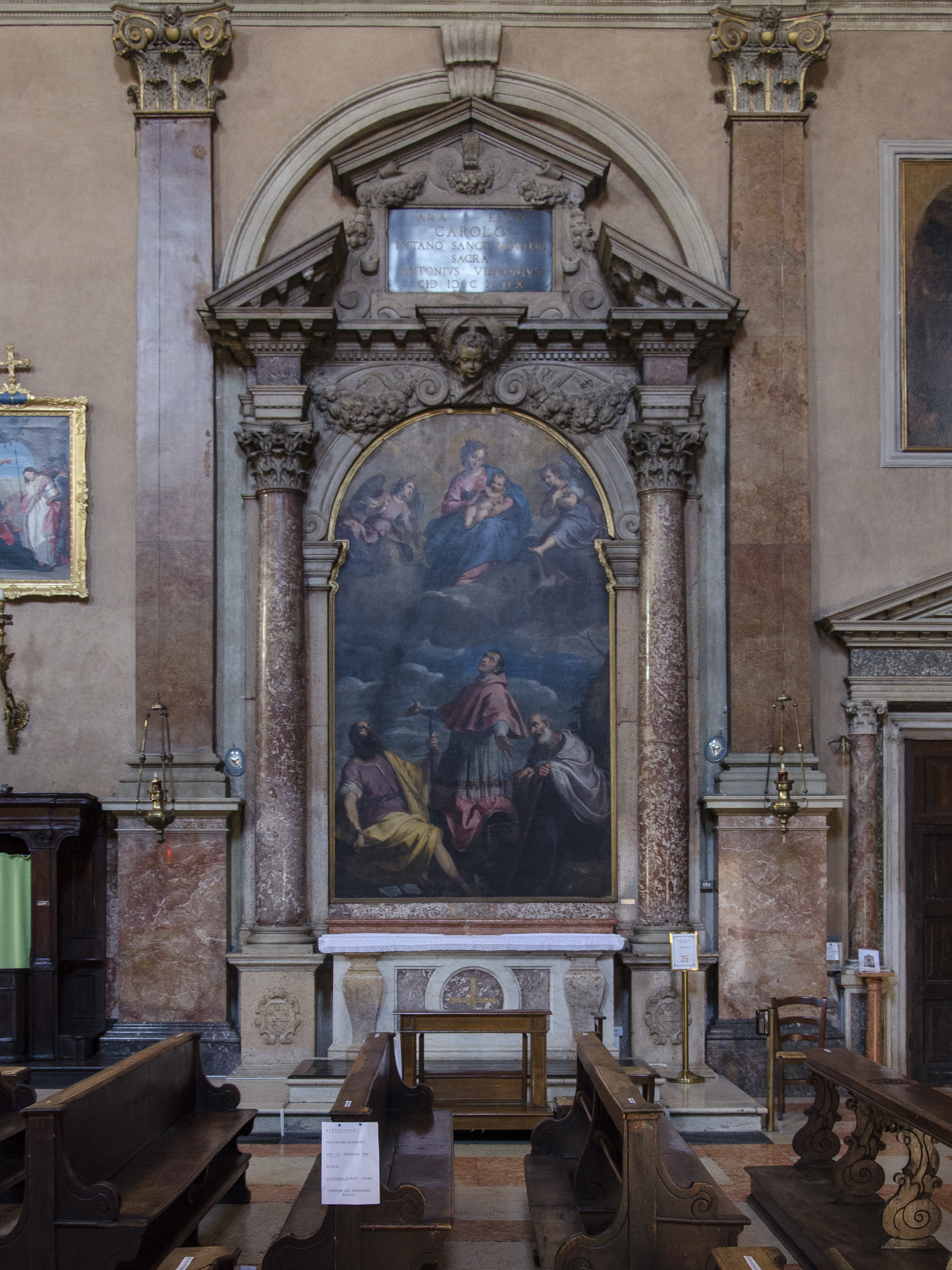
Ultimo altare

#### Crociera

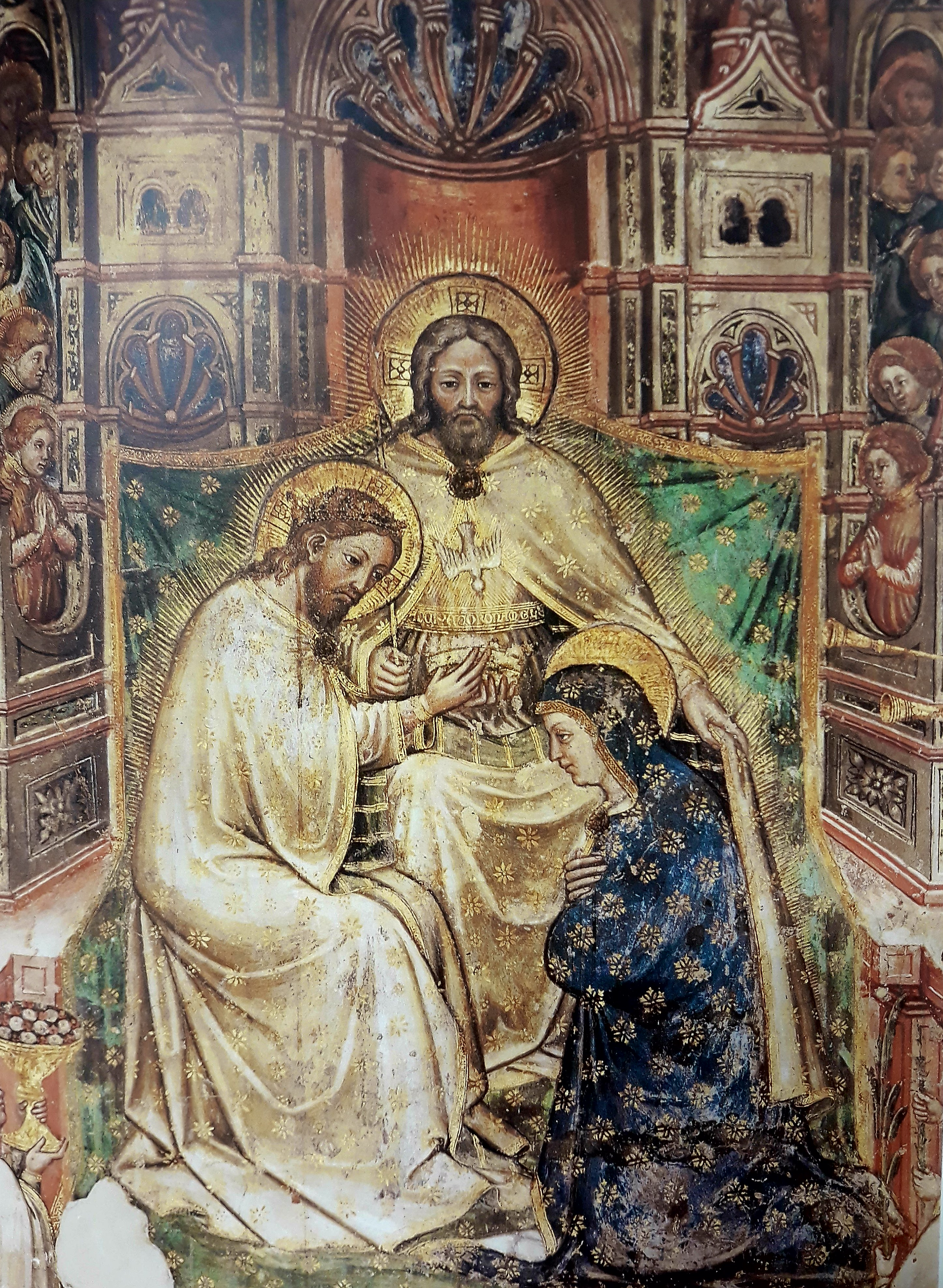
Martino da Verona, Incoronazione della Vergine

Nel braccio sinistro della crociera si trova il fonte battesimale risalente al 1601; collocato qui dal 1968, quando venne spostato dalla collocazione originale alla destra del portale principale, è realizzato in marmo rosso di Verona su cui sono scolpite semplici modanature. Al centro è raffigurato lo stemma dei Banda e la scritta «GALEATIUS DE/ BANDIS COMES / 16/01». Nel 1953 venne dotato di un coperchio in bronzo che ricopre la coppa. Sopra di esso vi è l'organo a canne.
Una porta con timpano si apre sul muro esterno permettendo di accedere ad un breve corridoio che conduce alla sagrestia. Sulle pareti del corridoio si trovano incastonati frammenti di sigilli sepolcrali e una lapide di marmo che attesta il lascito a favore delle ragazze da marito offerto dal parroco Massimiliano Lanceni nel 1782. Sopra la porta vi è appesa una tela raffigurante un San Michele Arcangelo, opera di Paolo Farinati, come attestato dalla firma «Paulus Farina / tus P. MDLXXIII» scoperta nel 1950, che confuta la precedente erronea attribuzione che indicava come autore Pasquale Ottino.
Nel braccio destro della crociera vi è un interessante affresco staccato, molto probabilmente di Martino da Verona, Incoronazione della Vergine, scoperto il 22 marzo 1966 dopo la rimozione dell'alzato di un mobile e restaurato tre anni più tardi; la sua sinopia si trova nella cappella Spolverini Dal Verme. Sebbene la critica non concordi con precisione sulla sua datazione, i più lo collocano nella prima metà del XV secolo riconoscendo in esso un importante esempio di tardo gotico. Il dipinto è stato descritto come una chiara testimonianza dell'arrivo a Verona di una «nuova corrente, con inflessioni molto goticheggianti, sigle sfatte e minute, figure piccole, che si accostano senza più sensibilità spaziale», che influirà molto sui pittori locali.

#### Presbiterio e coro

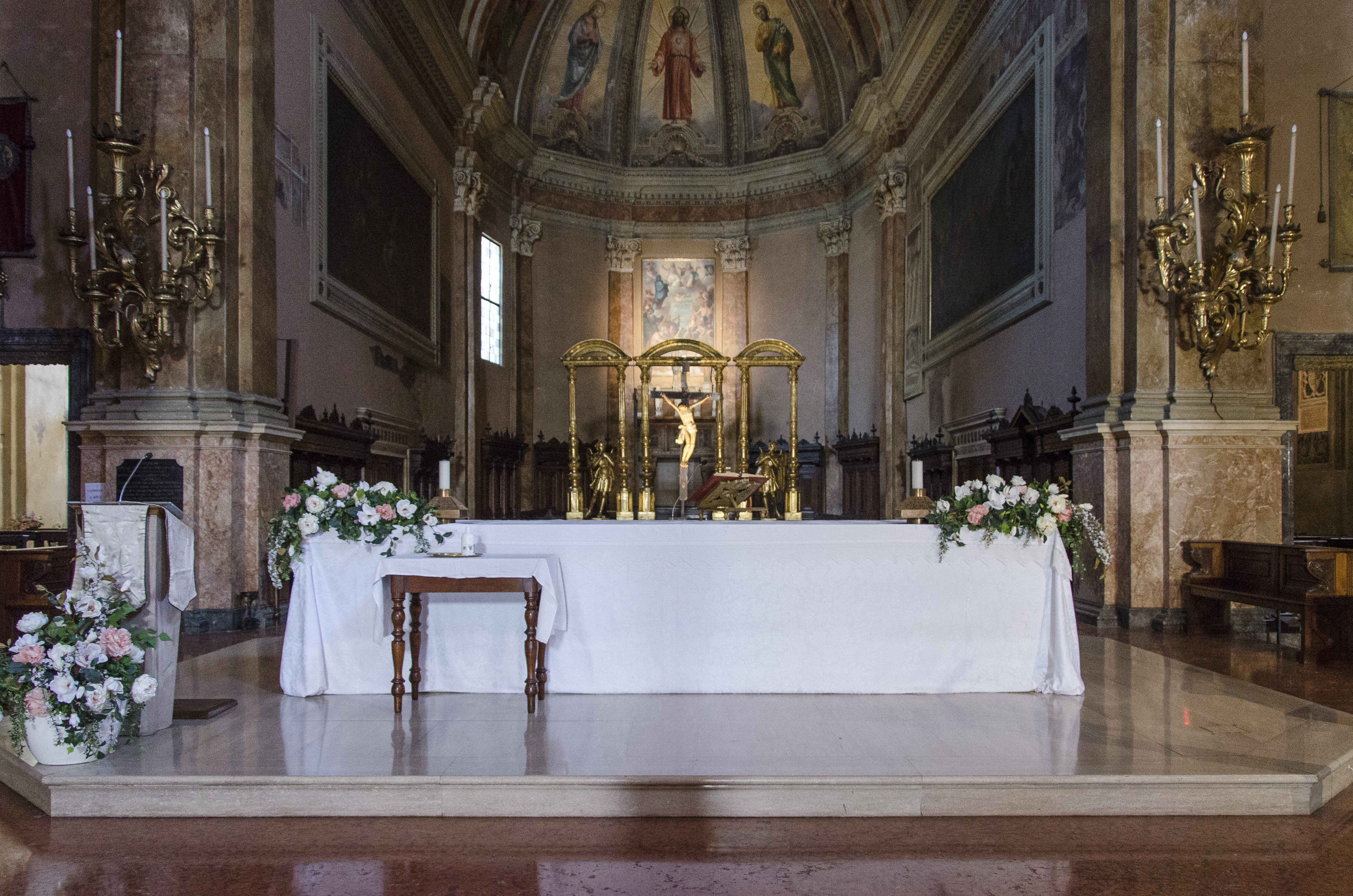
Area presbiteriale, sulle pareti di destra e sinistra le due grandi tele che ricoprono gli antichi affreschi, in fondo la tela di Brusasorzi sovrastante il monumento funebre Dal Verme

Originariamente le pareti del vasto presbiterio della chiesa dovevano essere quasi interamente ricoperte da affreschi della fine del Trecento e del primo Quattrocento; di questi dipinti oggi ne sopravvivono solo frammenti riscoperti a partire dalla seconda metà del XIX secolo. Ad esempio sulla parete di destra si possono notare alcuni resti, in gran parte nascosti da una vasta tela del XVIII secolo, di un grande affresco raffigurante un Giudizio Universale, opera di Martino da Verona. Di questo dipinto, la parte meglio conservata, anche grazie a un restauro effettuato nel 1958, è una fascia verticale sinistra in cui sono rappresentati degli angeli, dei beati e dei risorgenti. La tela settecentesca è invece di Paolo Pannelli in cui ha voluto rappresentare Martirio di sette santi agostiniani.
In fondo all'abside, invece, vi è una tela, restaurata nel 1988, del pittore veronese Felice Brusasorzi, che l'aveva realizzata intorno al 1573 su commissione della famiglia Verità, che intendeva utilizzarla per il proprio altare. Il soggetto scelto dal Brusasorzi è una Trinità con la Vergine intercedente, santi e patriarchi e per essa si ispirò certamente a La Gloria di Tiziano Vecellio. Sotto di essa vi è il monumento funebre della famiglia Dal Verme fatto edificare da Jacopo Dal Verme alla fine del Trecento.
Sulla parete di sinistra è appesa, dai primi decenni dell'Ottocento, una grande tela raffigurante un'Annunciazione del pittore Claudio Ridolfi che ricopre quasi completamente i resti di quello che doveva essere un vasto affresco, coevo alla costruzione della chiesa o di poco successivo, in cui era rappresentata una Madonna in trono tra Santi e di cui rimangono solo alcune parti di santi agostiniani.

#### Abside destra (o cappella Spolverini-Dal Verme)

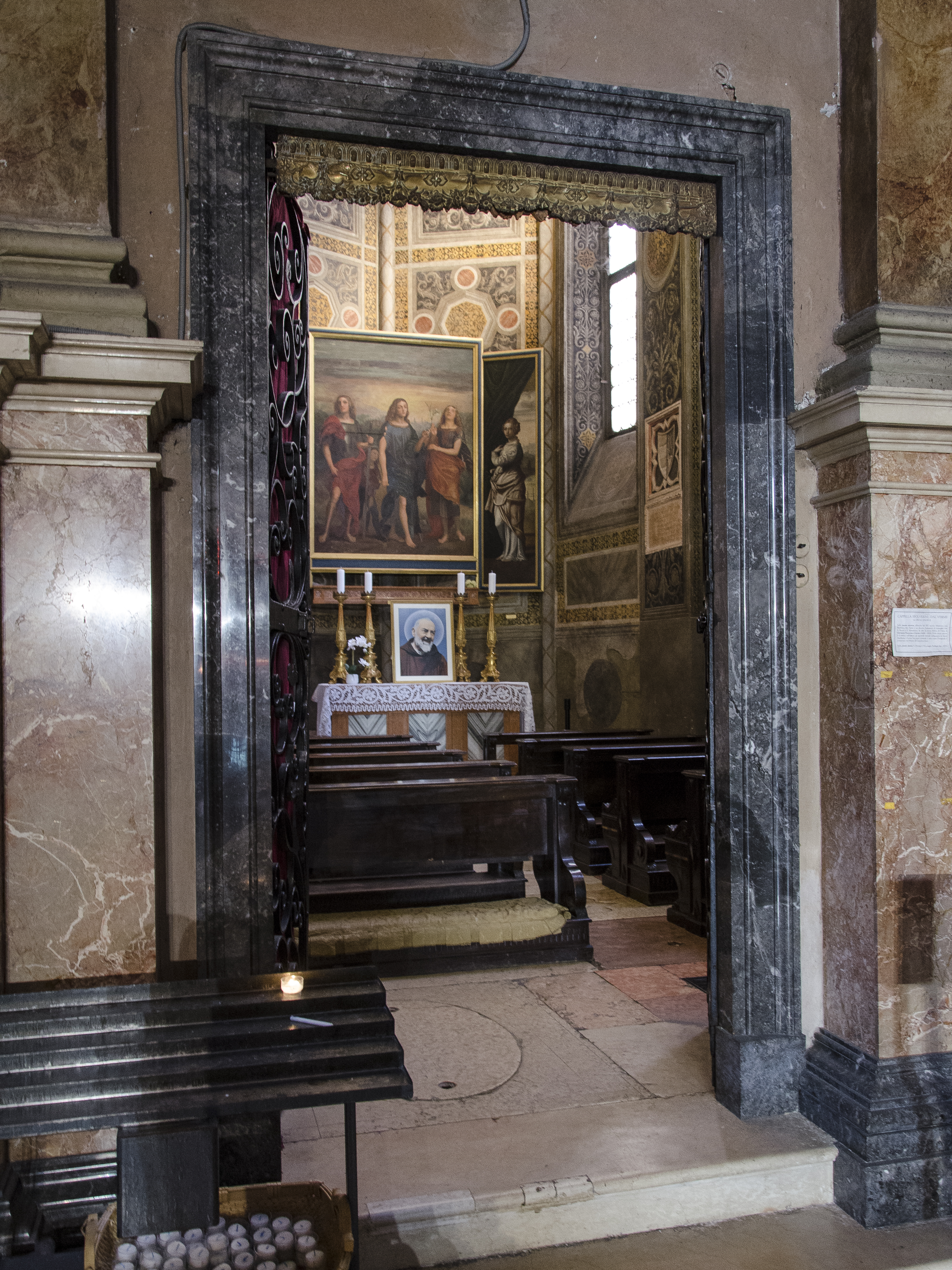
L'ingresso alla cappella

Al termine della navata di destra si apre una porta attraverso la quale si accede alla cappella Spolverini-Dal Verme, che occupa lo spazio dell'abside di destra. Oggi dedicata agli angeli, in principio era consacrata all'Arcangelo Raffaele a Sant'Omodono, la cappella presenta interessanti elementi pittorici e architettonici. Il suo progetto si deve all'architetto Giovanni da Ferrara, che la iniziò intorno alla fine del 1390 e che per essa pensò ad una volta ogivale decisamente slanciata grazie al ricorso ad agili nervature.

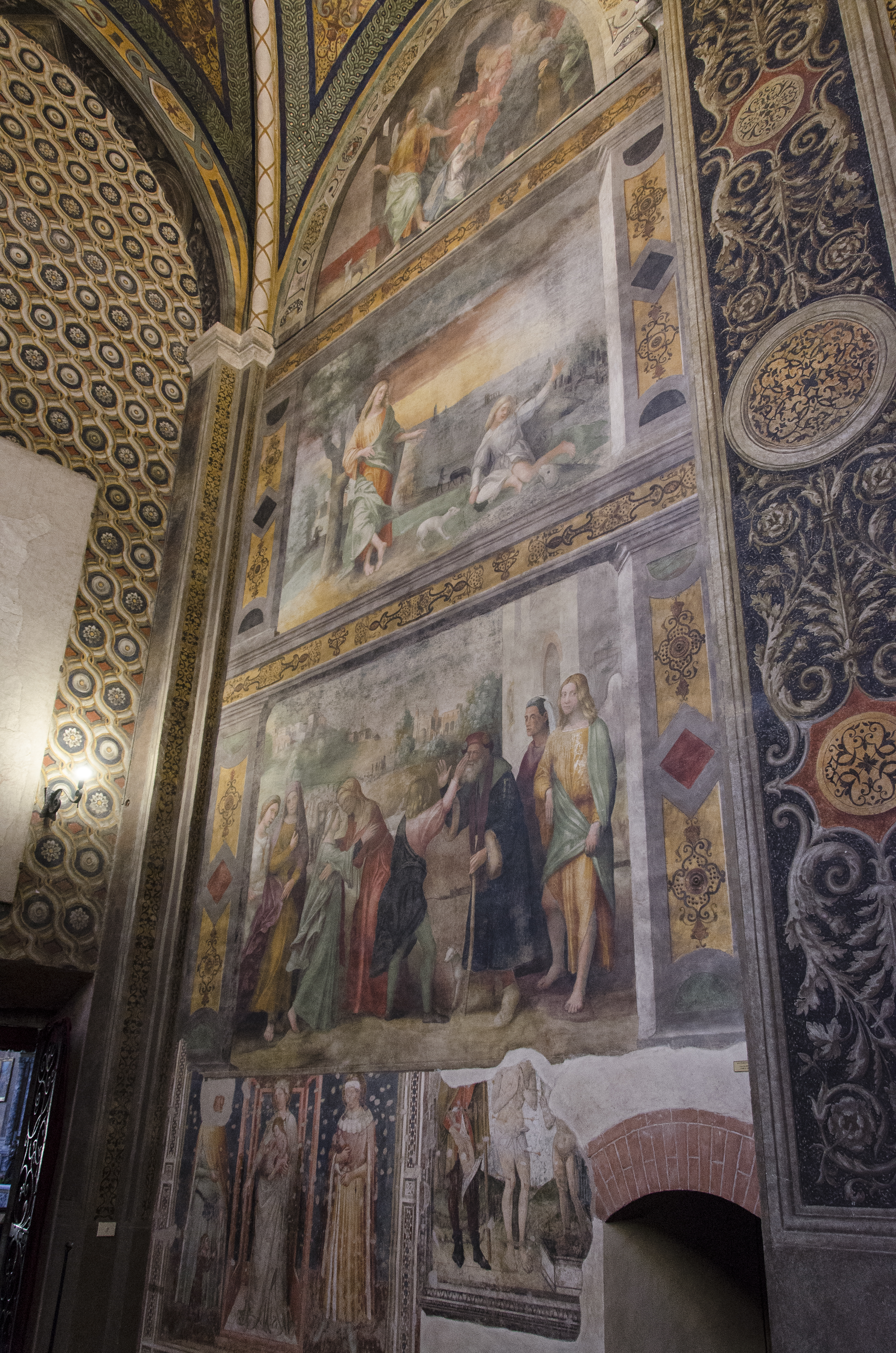
Parete di sinistra: sulla fascia inferiore affreschi della fine del XIV secolo (Madonna col Bambino tra due Santi e un devoto e frammenti di Santi), superiormente opere di Giovan Francesco Caroto (1508)

Nella cappella sono conservati opere pittoriche che risalgono a due distinti periodi, XIV e XVI secolo. Essi si articolano su vari registri: nel primo in basso si riconoscono le fasi del periodo tardo-trecentesco, di autori ignoti che lavorarono contestualmente alla costruzione della cappella, mentre nei successivi si identificano interventi riconducibili al 1508 ad opera di Giovan Francesco Caroto che andò a ricoprire i precedenti affreschi. Della primitiva serie di affreschi, oggi parzialmente danneggiati dal tempo, ne sono visibili alcuni sulla parete di destra in basso; tra di essi è riconoscibile un San Dionigi, interpretato nella sua tradizionale iconografia mentre sostiene la propria testa con la mano, e un Arcangelo Raffaele. Fino a circa la metà del XX secolo era ancora visibile anche una rappresentazione di Tobiolo accanto all'Arcangelo. Sempre dei più antichi affreschi, sulla parete di sinistra, si può osservare una pregevole Madonna col Bambino tra due Santi e un devoto (essa è in una posizione inconsueta per la cultura veronese, cioè in piedi e circondata da due santi o cavalieri, forse Pietro e Lucchino Dal Verme) collocata accanto all'ingresso della cappella a cui seguono alcuni frammenti commemorativi di tre santi: un San Rocco, un San Sebastiano e, probabilmente, un San Lorenzo, di qualità nettamente inferiore rispetto alla Madonna.

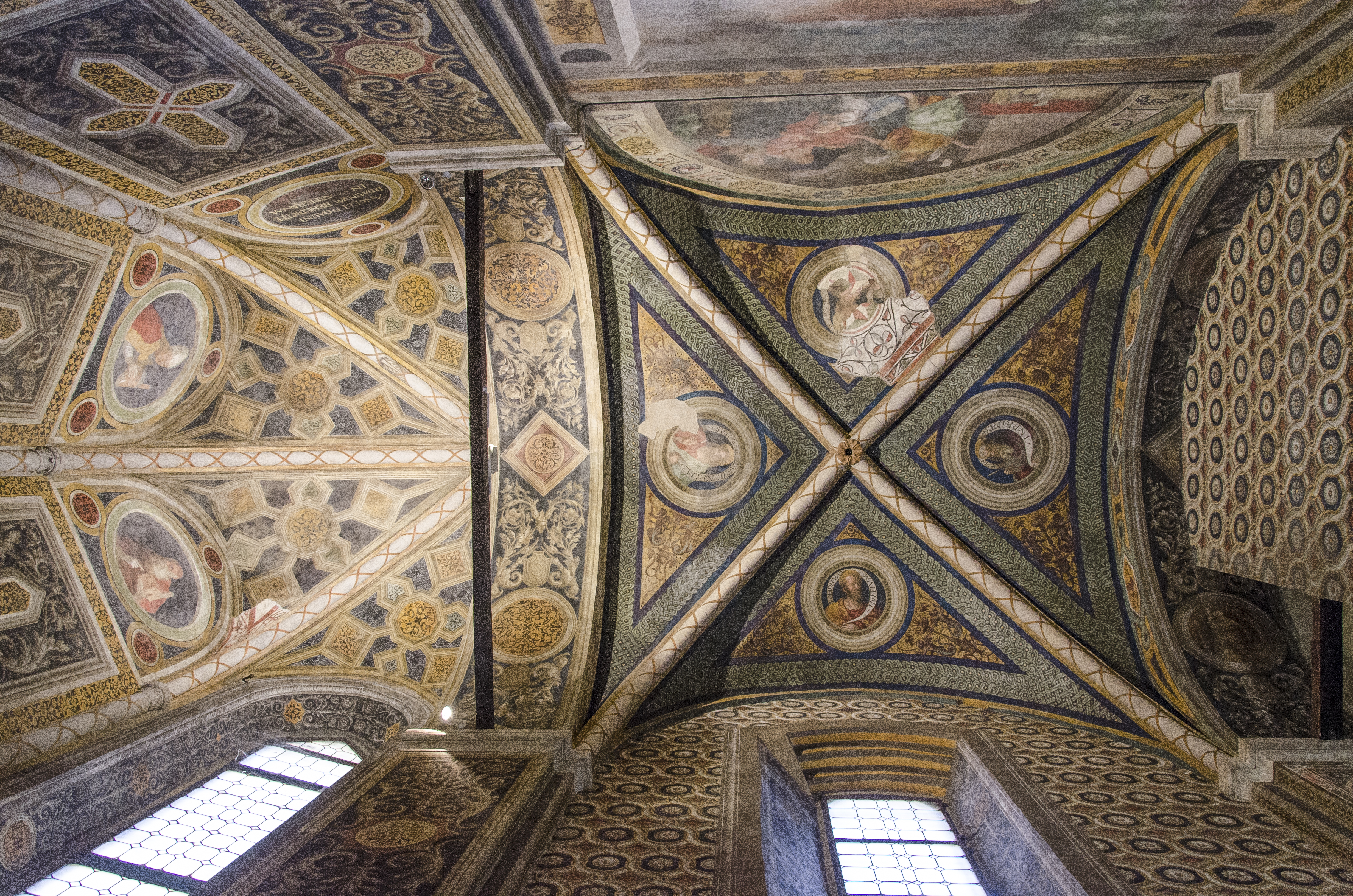
La copertura voltata della cappella

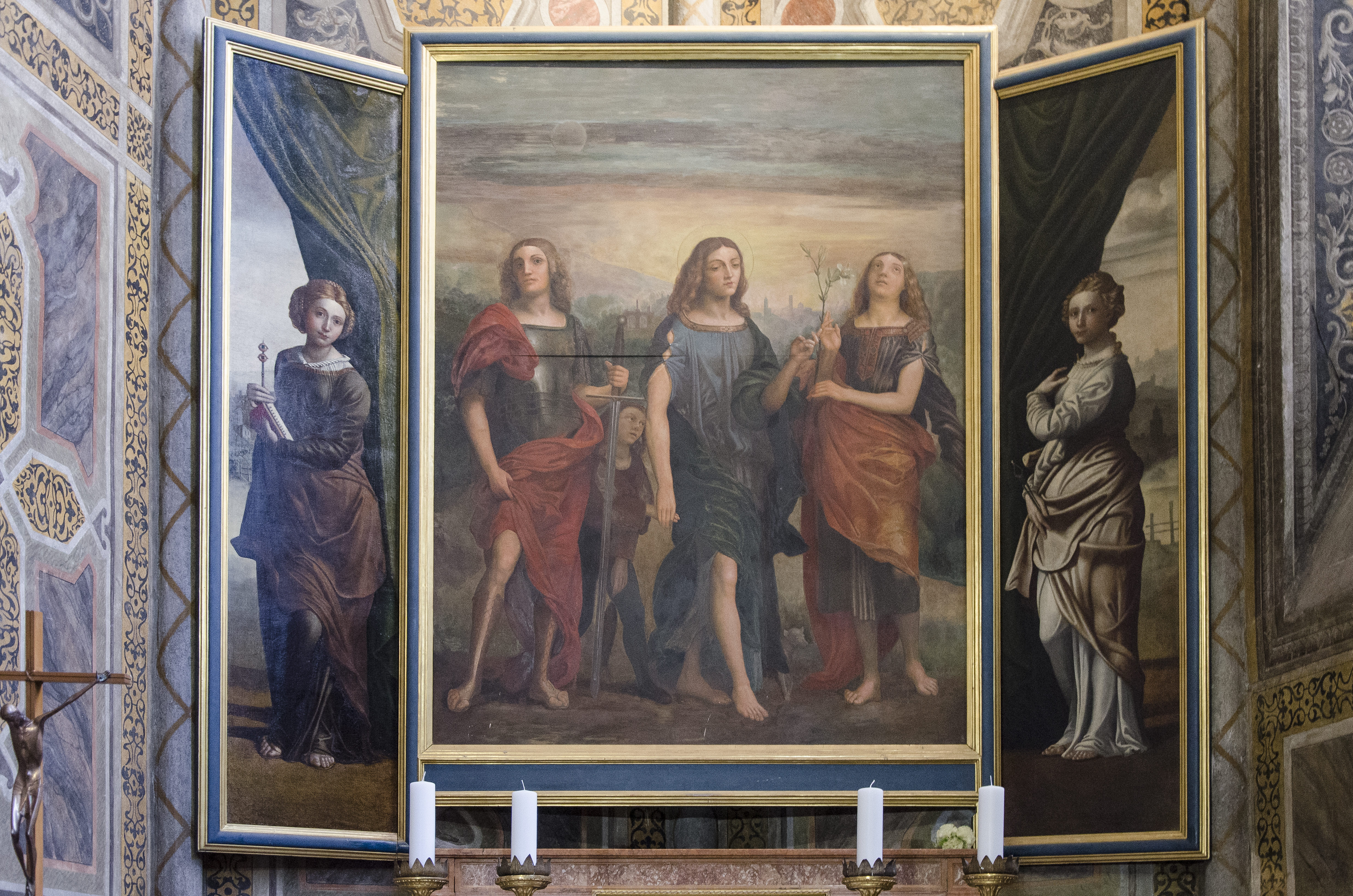
La pala d'altare

La maggior parte della parete sinistra della cappella è, tuttavia, decorata dai successivi cicli di affreschi dipinti da Giovan Francesco Caroto intorno al 1508 in cui rappresentò su due fasce sovrapposte Storie di Tobiolo e Storie dell'Arcangelo Raffaele. Nel registro in alto Tobiolo si accomiata dal padre, nel successivo, eviscera un pesce (cuore, cervello e fiele) su suggerimento dell'Arcangelo con il fine di ricavarne dei medicamenti; nell'ultimo ritorna dal padre con la giovane moglie e cura l'adorato genitore con i medicamenti ricavati dal pesce, dalla cecità. L'intervento del Caroto si estende nella volta della cappella dove rimane una sontuosa ornamentazione e al centro dei quattro spicchi si collocano quattro tondi con i busti degli evangelisti. Giovan Francesco fu anche l'autore della pala d'altare della cappella, oggi conservata al museo civico di Castelvecchio e sostituita in loco da una copia del 1934 di Gaetano Miolato, in cui nel trittico centrale il pittore volle raffigurare i Tre Arcangeli (Michele, Raffaele, Gabriele). L'attribuzione di quest'opera è certa e l'autore la firmò con «F. CAROTUS P.», più incerta quella di due sportelli del trittico, conservate ancora nella cappella, che parte della critica vuole invece assegnare al fratello Giovanni Caroto. Su di esse sono rappresentate Santa Apollonia e Santa Lucia.
Sulla parasta che separa l'abside dalla campata della cappella, sono dell'inizio del XV secolo il bassorilievo con lo stemma che ricorda il matrimonio tra Jacopo Dal Verme e Cia degli Ubaldini. La pavimentazione della cappella è composta da lapidi sepolcrali delle famiglie nobili locali, collocate in questo angolo storico a seguito di un intervento di ammodernamento nel Novecento della chiesa stessa.

#### Abside sinistra (o cappella di Santa Rita)

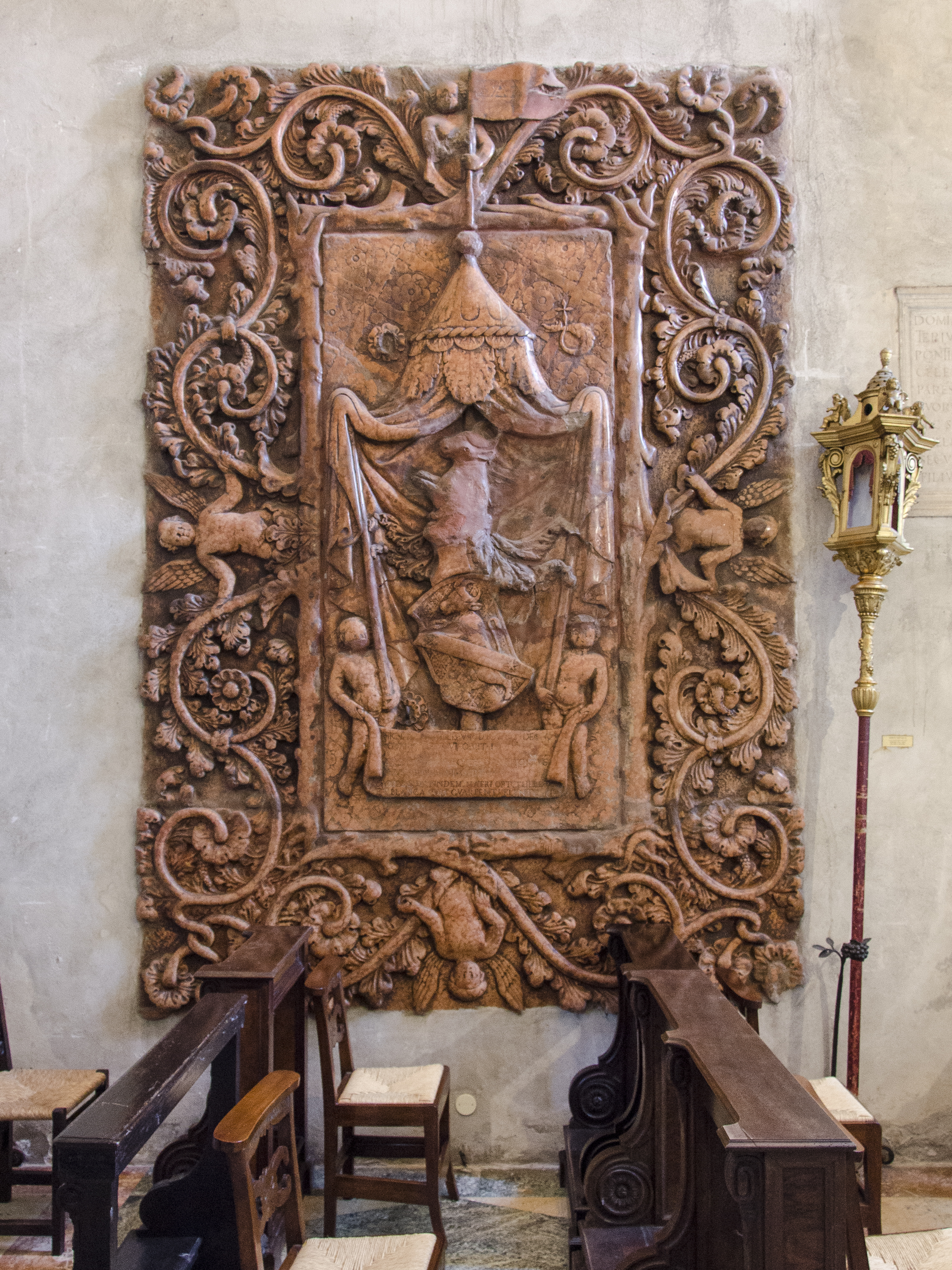
Monumento funebre della famiglia Guarienti

La cappella di santa Rita, la cui edificazione ebbe inizio nel 1379, si trova in fondo alla navata di sinistra e di fianco al presbiterio ad occupare l'abside minore di ponente della chiesa. È conosciuta anche come cappella di sant'Agostino poiché al suo interno è conservato il celebre affresco Gloria di Sant'Agostino, opera di Stefano da Verona, che venne staccato nel 1958 dalla precedente collocazione all'esterno della chiesa, sopra il portale del lato orientale. Citato con ammirazione da Giorgio Vasari, l'affresco, che reca la firma dell'autore «STEFANUS / PINXIT», versa oggi in cattive condizioni che lasciano solo immaginare la ricchezza cromatica che poteva vantare.
Sulla parete di destra vi è un ulteriore affresco, anch'esso staccato, raffigurante l'arcangelo San Michele cronologicamente collocabile tra la fine del Trecento e l'inizio del secolo successivo. Scoperto nel 1958, anch'esso si trova in una situazione precaria di conservazione ma che lascia comunque trasparire la «vivacità e freschezza dei colori» con cui era stato dipinto. Al di sotto di esso vi sono due stemmi policromi a rilievo appartenenti alla nobile famiglia veronese dei Dal Verme risalenti al XIV secolo. Sulla parete opposta, la sinistra, due monumenti sepolcrali, di cui si distingue quella della famiglia Guarienti per la sua ricchezza decorativa. Sopra di essi una tela del pittore Dionisio Battaglia, che firmò «DIONISIUS BATTALEA FECIT 1574», in cui rappresentò una Madonna e i Santi Giuliano e Giuliana.

#### Sagrestia

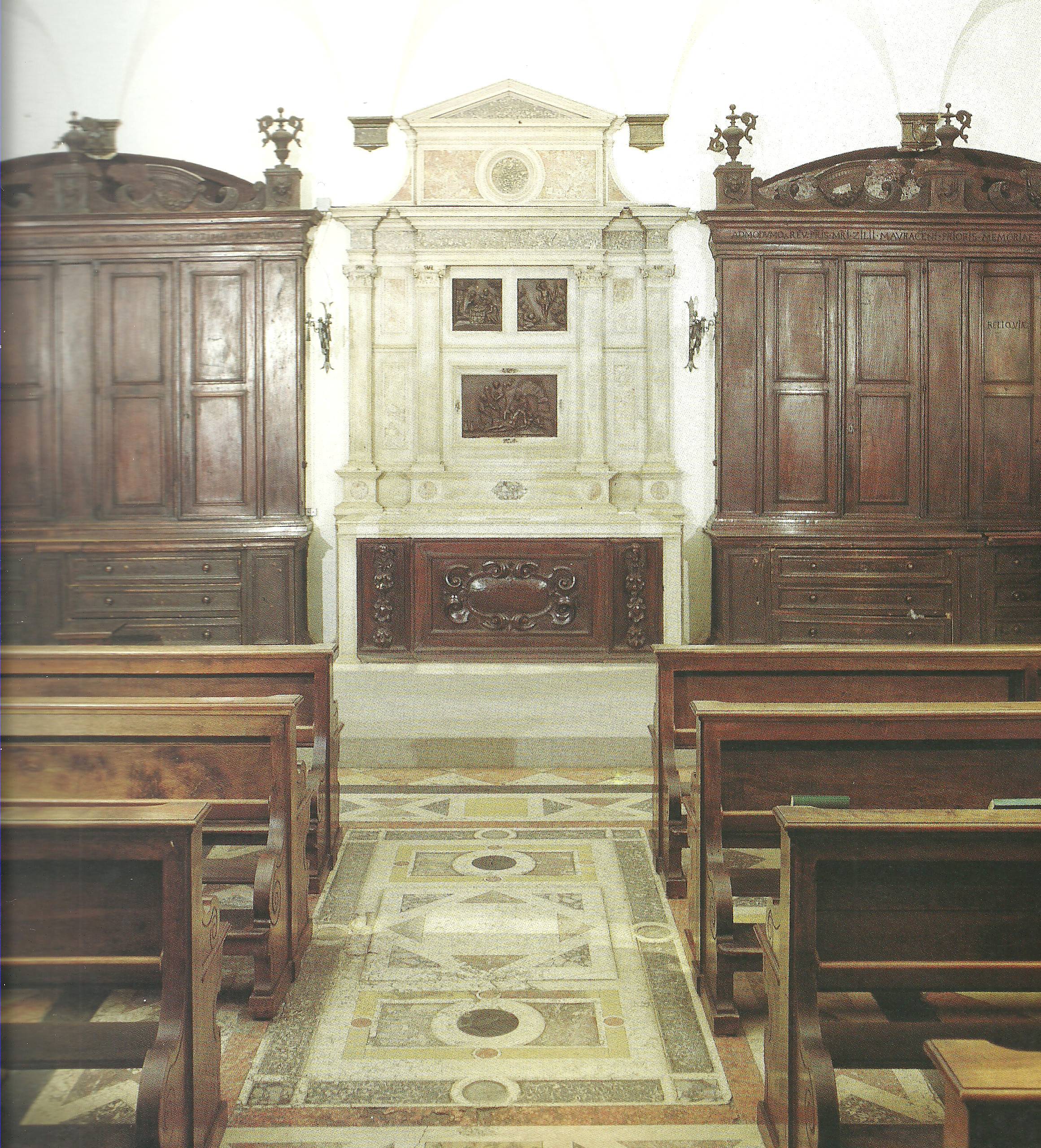
Interno della sagrestia

Sulla parete di sinistra della crociera si apre una porta attraverso la quale si accede, dopo aver percorso un breve corridoio, alla sagrestia della chiesa. Questa è ospitata in un ambiente la cui realizzazione risale ai primi decenni del XVI secolo; parte della pavimentazione, quella al centro della stanza, è ancora quella originale come lo è l'altare. Quest'ultimo è costituito da un complesso di marmi di diverse tonalità di grigi e di rossi a cui se ne alternano alcuni di bianchi. Inizialmente era anche decorato con tre formelle bronzee scolpite da Andrea Riccio in cui aveva rappresentato una Natività, una Deposizione e una Resurrezione, oggi purtroppo sostituite da copie lignee poiché le originali vennero depredate alla fine del XVIII secolo dall'esercito francese durante l'occupazione napoleonica, quando l'abbazia venne trasformata in ospedale militare. Sull'altare vi è anche un paliotto in legno, opera seicentesca, su cui sono intagliate figure di cherubini sostenenti festoni di frutta e foglie, mentre al centro è presente una lunga iscrizione che ricorda l'opera dei priori che si occuparono di arredare la sagrestia.
Molto interessante l'elegante mobilio della sagrestia composta da due armadi posti ai lati dell'altare, decorati da un complesso fastigio e realizzati per volere del priore Egidio Morosini nel 1629, poco prima dello scoppio della peste del 1630 che flagellò la città di Verona e lo stesso monastero. Sulla sinistra è collocato un piccolo lavabo realizzato in marmo rosso di Verona risalente al Quattrocento, decorato con un rilievo di pregevole fattura. Sopra la porta che collega la sagrestia alla chiesa vi è una lapide su cui, all'interno di un ovale, è raffigurato il volto del letterato Luigi Gaiter.
Sulla parete di destra vi è una tela, raffigurante un San Nicola da Tolentino, attribuita a Domenico Brusasorzi a cui segue una Vergine col Bambino e le Sante Caterina e Lucia di autore sconosciuto, operante tra il Cinquecento e il Seicento. Sulla parete di sinistra, una tela sempre di Domenico Brusasorzi che dipinse un Sant'Agostino e una settecentesca Madonna del Buon Consiglio di cui si ignora l'autore. Fino alla fine del XIX secolo alle pareti erano appese anche quattro tele del pittore Dionisio Guerri la cui sorte, tranne il Battesimo di Sant'Agostino oggi al museo di Castelvecchio, è ignota.

## Monastero

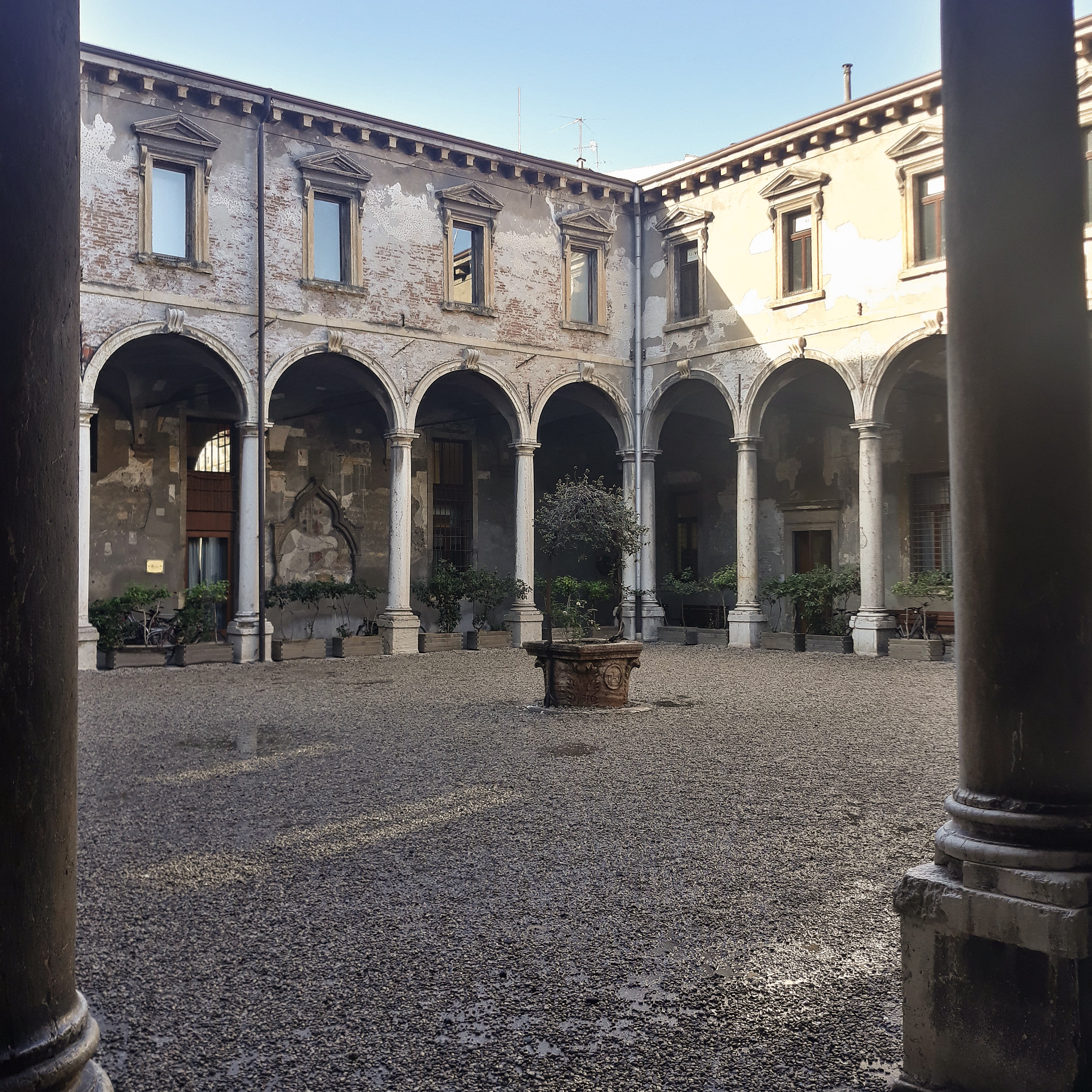
Il chiostro maggiore, opera seicentesca di Domenico Curtoni

Come detto, la chiesa di Sant'Eufemia faceva parte di un complesso ben più ampio che comprendeva il monastero degli agostiniani. Questo era costituito da un grande corpo di fabbrica a cui erano affiancati due chiostri su cui si affacciavano le abitazioni dei monaci. La sua costruzione venne iniziata nel 1267: il primo chiostro, rettangolare, fu ultimato nel 1268, mentre altri lavori continuarono fino al 1289. La chiesa fu nel frattempo riedificata: i lavori partirono nel 1275 e proseguirono almeno fino al 1331, anno in cui fu consacrata; dal 1315 fino alla metà del Trecento la chiesa fu ulteriormente ampliata ed elevata per ricavare un'unica grande aula, e contemporaneamente a questi lavori fu modificato il primo chiostro. Nel 1617 fu infine edificato il chiostro maggiore, quadrato, su progetto di Domenico Curtoni, mentre quello minore fu rinnovato nel 1636 su disegno attribuito a Lelio Pellesina.
Il monastero godette di grande fama tra la popolazione veronese e tra le sue mura vennero ospitati illustrissimi personaggi, sia del mondo religioso che di quello delle scienze. Nell'807 vi soggiornarono i santi eremiti Benigno e Caro mentre nel XIII secolo tra i suoi monaci vi furono i beati Evangelista, Pellegrino e Albertino da Verona, quest'ultimo mandato nel 1264 a predicare in Inghilterra. Nei secoli successivi trovarono alloggio il vescovo Teobaldo Fabri, Onofrio Panvinio, Giuseppe Panfilo (futuro vescovo di Segni) ed Enrico Noris. Il monastero poteva vantare una biblioteca di grande valore fondata nel 1387 e al cui interno, nel 1784, il teologo e giurista Paolo Canciani trovò un codice del X secolo contenente dei testi giuridici longobardi.

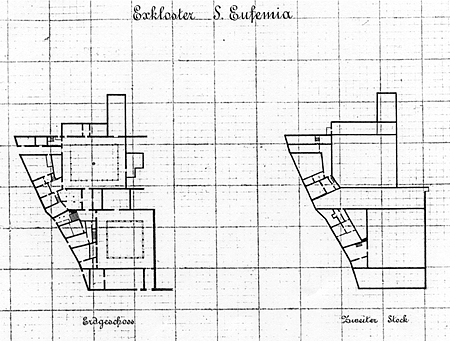
Planimetria dei piani terra e secondo comprendente entrambi i chiostri, realizzata dalla k.k. Genie-Direktion Verona nell'Ottocento

Nel 1796 l'esercito napoleonico adibì la chiesa e il monastero a ospedale militare e dieci anni più tardi il convento venne definitivamente soppresso e demanializzato. Tra il 1814 e il 1866, durante la dominazione austriaca, venne così mantenuto l'uso militare del convento, per cui furono operate diverse sistemazioni e adattamenti necessari ai vari usi: sono documentati la destinazione a caserma di fanteria e a magazzino di provviste ospedaliere; dopo il 1849 l'insediamento degli uffici dell'I.R. Governo Civile e Militare; infine l'uso a magazzino del biscotto per l'esercito. Dal 1878, con il passaggio della città all'amministrazione italiana, gli edifici del convento vennero usati invece come sede di un istituto scolastico.
Il complesso conventuale fu gravemente danneggiato dai bombardamenti aerei durante la seconda guerra mondiale e dalla distruzione del vicino ponte della Vittoria, minato nel 1945. Del chiostro più antico (rettangolare) rimane forse solo l'ala adiacente alla chiesa, mentre per il resto è stato ricostruito come sede della scuola media "Paolo Caliari". Il chiostro seicentesco, invece, è stato restaurato dalla Soprintendenza nel 1947.